# Österreichische Marine

Flagge der österreichischen Marine 1786 bis 1869 und der k.u.k. Kriegsmarine 1869 bis 1918

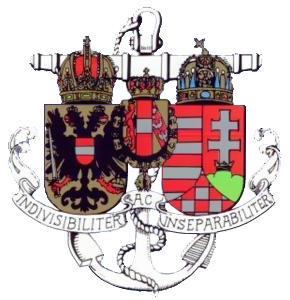
Wappen der k.u.k. Kriegsmarine 1915–1918 mit dem lateinischen k.u.k. Motto Indivisibiliter ac inseparabiliter (Unteilbar und untrennbar)

Die österreichische Marine war die Gesamtheit der Seestreitkräfte Österreich-Ungarns. Daneben bestand die österreichische Handelsmarine. Die Marine hatte ihren Ursprung in der seit dem 16. Jahrhundert existierenden Donauflottille und der ab Ende des 18. Jahrhunderts bestehenden Mittelmeerflotte. Bis zum Ausgleich von 1867 zwischen dem Kaisertum Österreich und dem Königreich Ungarn wurde sie als österreichische Kriegsmarine oder k. k. Kriegsmarine bezeichnet. Danach operierte sie bis 1918 als k. u. k. Kriegsmarine. Auf ihrem Höhepunkt zu Beginn des Ersten Weltkriegs galt sie als die sechstgrößte Marine der Welt.
Die wichtigsten Seehäfen der Monarchie waren Triest im Österreichischen Küstenland (heute Italien) und Fiume als königliche Freistadt in Transleithanien
(heute Kroatien). Die bedeutendsten Marinestützpunkte waren Pola in Istrien als Zentralhafen, Spalato und Cattaro in Dalmatien. Pola und Ragusa gehören heute zu Kroatien, Cattaro zu Montenegro. Wichtige Donauhäfen waren Linz und Korneuburg. Die einzige Ausbildungsstätte für angehende Marineoffiziere der Österreichischen Kriegsmarine war die Marineakademie Fiume.
Mit der Niederlage der Mittelmächte im Ersten Weltkrieg und der Auflösung der Österreichisch-Ungarischen Monarchie im Jahre 1918 war auch das Schicksal der Kriegsmarine besiegelt. Die Schiffe der Mittelmeerflotte und Teile der Donauflottille gingen nach dem Vertrag von Saint-Germain und Vertrag von Trianon in den Besitz der Siegermächte über. Die nicht von den Siegermächten beanspruchten Teile der Flotte wurden am Ende des Krieges dem neuen südslawischen Nationalrat übergeben. Der Republik Österreich blieben nur einige Patrouillenboote auf der Donau. Die letzten beiden Patrouillenboote wurden im Herbst 2006 außer Dienst gestellt.

## Anfänge der österreichischen Marine

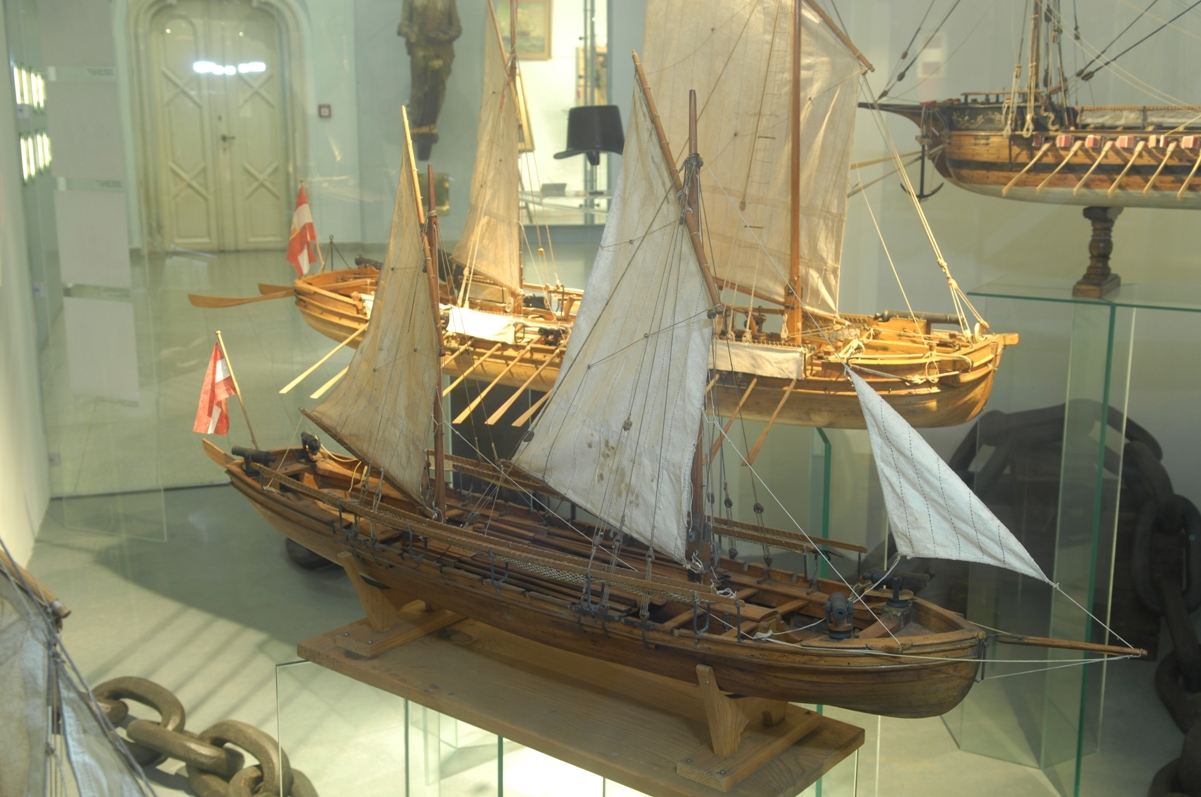
Im Vordergrund eine sogenannte Halb-Tschaike, und im Hintergrund eine Kanonier-Barke bzw. eine Ganz-Tschaike im Heeresgeschichtlichen Museum

Zwar waren bereits im 14. Jahrhundert erste Küstenlandstriche der kroatischen Adriaküste in habsburgischen Besitz gelangt, doch hatte Wien lange Zeit den Seehandel und dessen Verteidigung gegen maurische und osmanische Freibeuter der Eigeninitiative der Küstenbewohner überlassen. In den Kriegen gegen das osmanische Reich ab dem 16. Jahrhundert kam es zur Gründung einer kaiserlichen Donauflottille, um den osmanischen Flussstreitkräften etwas entgegenzusetzen und die Landoperationen zu unterstützen. Ausgehend von der Überlegung, dass sich Schiffstypen, die sich auf dem Meeren bewährt hatten, auch für die Donau eignen müssten, wurden im 17. und 18. Jahrhundert allerdings viel zu groß dimensionierte Schiffe gebaut. Die mit erheblichem Aufwand hergestellten Donaufregatten (wie z. B. die Theresia) konnten auf der Donau kaum manövrieren und liefen wegen ihres großen Tiefgangs immer wieder auf Grund.
Für eine Absicherung österreichischer Kolonialpläne reichte diese Seemacht nicht aus. Unter Kaiser Joseph II. kam es zur Gründung einer österreichischen Kriegsmarine, die mangels finanzieller Mittel jedoch nur wenige Kriegsschiffe umfasste. Mit dem Frieden von Campo Formio im Jahre 1797 gelangten Venedig, Istrien und Dalmatien in österreichischen Besitz, die venezianische Marine mit eingeschlossen. Venedig blieb während der ersten Hälfte des 19. Jahrhunderts auch Haupthafen der Kriegsmarine; später wurde sie durch eigene Kriegshäfen in Pola und Cattaro abgelöst.
Diese 1797 gegründete Marine wurde als „Österreichisch-Venezianische Marine“ (k.k. Veneta Marine) bezeichnet. Die Mannschaften und die Offiziere kamen nahezu alle aus Venetien, sprachen Venetisch und waren durch die nautische, militärische, kulturelle und historische Tradition Venedigs geprägt.

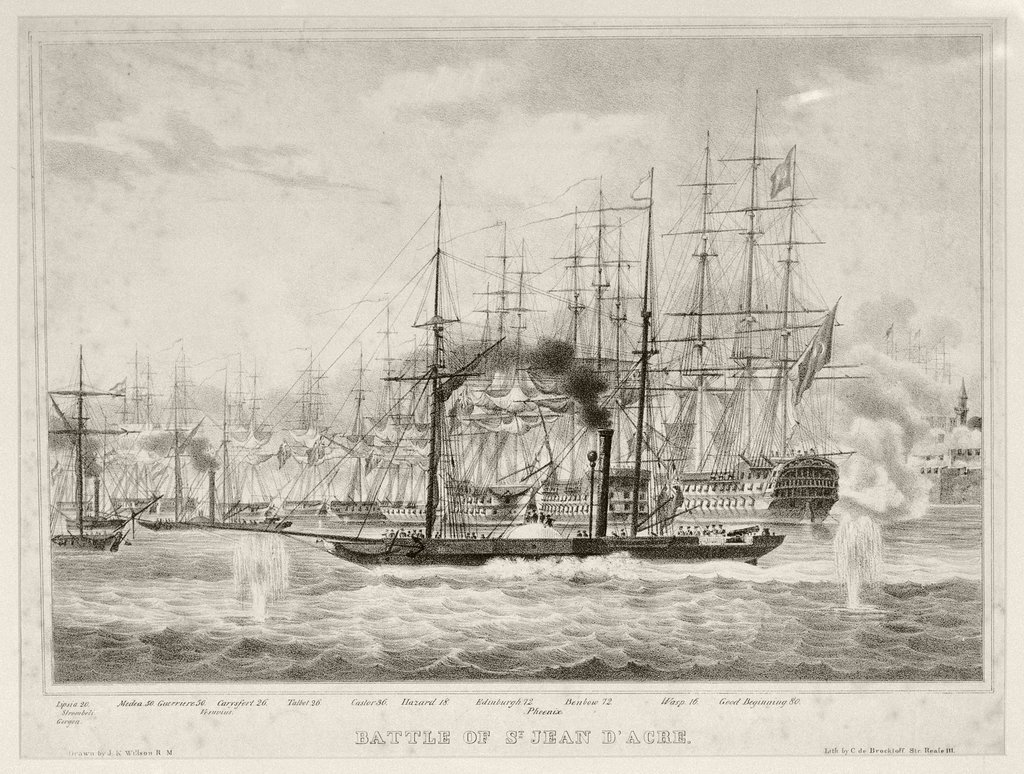
Bombardement von Akko (Acre) 1840 durch britische, osmanische und österreichische (links) Kriegsschiffe

Im Jahr 1829 bombardierten österreichische Kriegsschiffe marokkanische Häfen an der Atlantikküste, die man der Piraterie verdächtigte. Erste „echte“ militärische Erfahrungen machten Erzherzog Friedrich und die Besatzungen österreichischer Kriegsschiffe an der Seite britischer Kriegsschiffe 1840 vor der syrischen Küste, wo sie als Teil der Quadrupelallianz Hafenstädte bombardierten (z. B. Saida, Akko, Beirut) und den Osmanen halfen, den ägyptischen Vizekönig zurückzudrängen.
Die Bedeutung der Kriegsschiffsflotte für Österreich zeigte sich 1864 durch die Seesiege Wilhelm von Tegetthoffs bei Helgoland im Deutsch-Dänischen Krieg. In dessen Zeit als erster Admiral der Kriegsmarine begannen dringend notwendige Reformen, wie die Einführung einer einheitlichen Dienstsprache zur Beendigung von Verständigungsproblemen unter den kroatischen, italienischen und österreichischen Seeleuten auf hoher See, und die nachhaltige Modernisierung der Flotte. Der bei seinen Untergebenen äußerst beliebte Konteradmiral galt nach dem Seegefecht bei Helgoland als einer der erfahrensten und kreativsten Marinebefehlshaber in Europa, besonders wenn es galt, die mangelnde Kampfkraft der Marine durch Notlösungen zu kompensieren. Im Gegensatz zu seinen italienischen Kollegen konnte er damit auch Kampferfahrung vorweisen. Zudem verstand er es schon bald durch seine zahlreichen Initiativen in puncto Instandsetzung und Organisation der Flotte, eine patriotische Begeisterung und echten Kampfgeist unter seinen Männern zu entfachen. Die österreichische Marine war aber im Laufe der Jahrhunderte auch an ihren Aufgaben gewachsen und ihre Mannschaften sehr erfahren. Vor allem ihre Offiziere genossen eine hervorragende Ausbildung und galten als sehr selbstbewusst.
Die italienische Marine war bis dahin der österreichischen noch deutlich überlegen. Entscheidender Wendepunkt war jedoch die Seeschlacht von Lissa, in welcher Österreich 1866 die zahlenmäßig überlegenen Italiener durch Anwendung der Rammtaktik besiegen konnte. Dieser wurde bei der österreichischen Marine eingeübt und verfeinert, um die fehlende Feuerkraft auszugleichen. Aus Kohlemangel mussten diese Manöver aber von den Mannschaften oft mit kleineren Wasserfahrzeugen eingeübt werden. Die Ausrüstung seiner Flotte war zu dieser Zeit schon weitgehend veraltet. Die Schiffe waren noch mit Vorderladergeschützen ausgerüstet, während die Italiener schon über die modernsten Hinterlader aus britischer Produktion verfügten, gezogene Stahlreif-Armstronggeschütze. Man schoss noch mit Vollkugeln, die gegen die neuen, stark gepanzerten Schiffe aber weitgehend unwirksam waren. Daher wurden bei der Krupp-Gussstahlfabrik Hinterladergeschütze für die Flotte in Auftrag gegeben. In der einschlägigen Literatur ist immer wieder zu lesen, dass sie von den preußischen Behörden beschlagnahmt wurden, was so historisch nicht richtig ist. Vielmehr entsprachen die von Krupp gelieferten Geschütze nicht den erwarteten Anforderungen und wurden umgehend an den Erzeuger zurückgeschickt. Tegetthoff wies seine Artillerieoffiziere daher an, im Kampf mit Panzerschiffen nicht die klassische Breitseite abzufeuern, sondern stattdessen das Geschützfeuer auf einen Punkt des gegnerischen Schiffes zu konzentrieren, um die Struktur der Bordwand nachhaltig zu erschüttern. Rückgrat des Panzerschiffgeschwaders waren die beiden brandneuen Einheiten der Erzherzog-Ferdinand Max-Klasse. Diese ersten großen Erfolge der österreichischen Marine garantierten nun auch die benötigten finanziellen Mittel zur Modernisierung der Flotte. Holz als Baumaterial wurde zusehends durch Eisen ersetzt, die Seeschlacht von Lissa blieb auch die letzte Schlacht, die durch Einsatz von Rammkreuzern entschieden wurde.
Von diesem Zeitpunkt an hatte sich Österreichs Marine in der Adria zu einer ernst zu nehmenden Seestreitkraft entwickelt. Neben militärischen Aufgaben kam der Kriegsmarine auch eine volkswirtschaftliche und wissenschaftliche Bedeutung zu, die sich in zahlreichen Forschungsfahrten österreichischer Kriegsschiffe manifestierte. Diese Fahrten zu allen Kontinenten dienten nicht zuletzt der Ausbildung der Mannschaft, wobei das „Flagge-Zeigen“ auf den Weltmeeren zu Prestigezwecken ein erwünschter Nebeneffekt war.

## Hochseeschifffahrt: Die Mittelmeerflotte

### Gründung als österreichische Kriegsmarine
Obwohl die ab Ende des 18. Jahrhunderts existierende Kriegsmarine die österreichische Flagge zeigte, war sie ursprünglich venezianisch dominiert, machte doch die einst venezianische Flotte das Herzstück der österreichischen Kriegsmarine aus. Es gab vorerst kaum deutschstämmige Marineoffiziere und Seeleute, diese kamen alle aus dem venezianisch geprägten Teil der Monarchie.

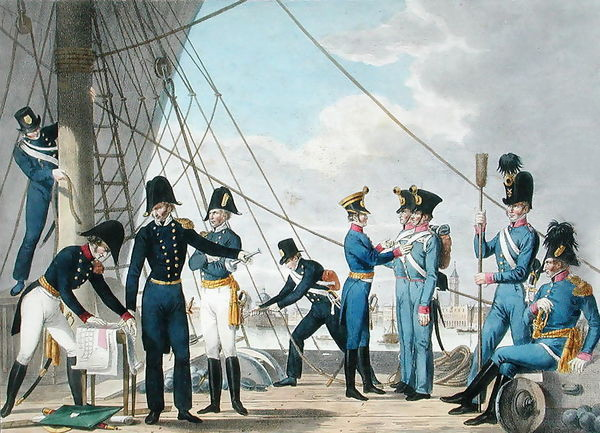
Österreichische Marine um 1820

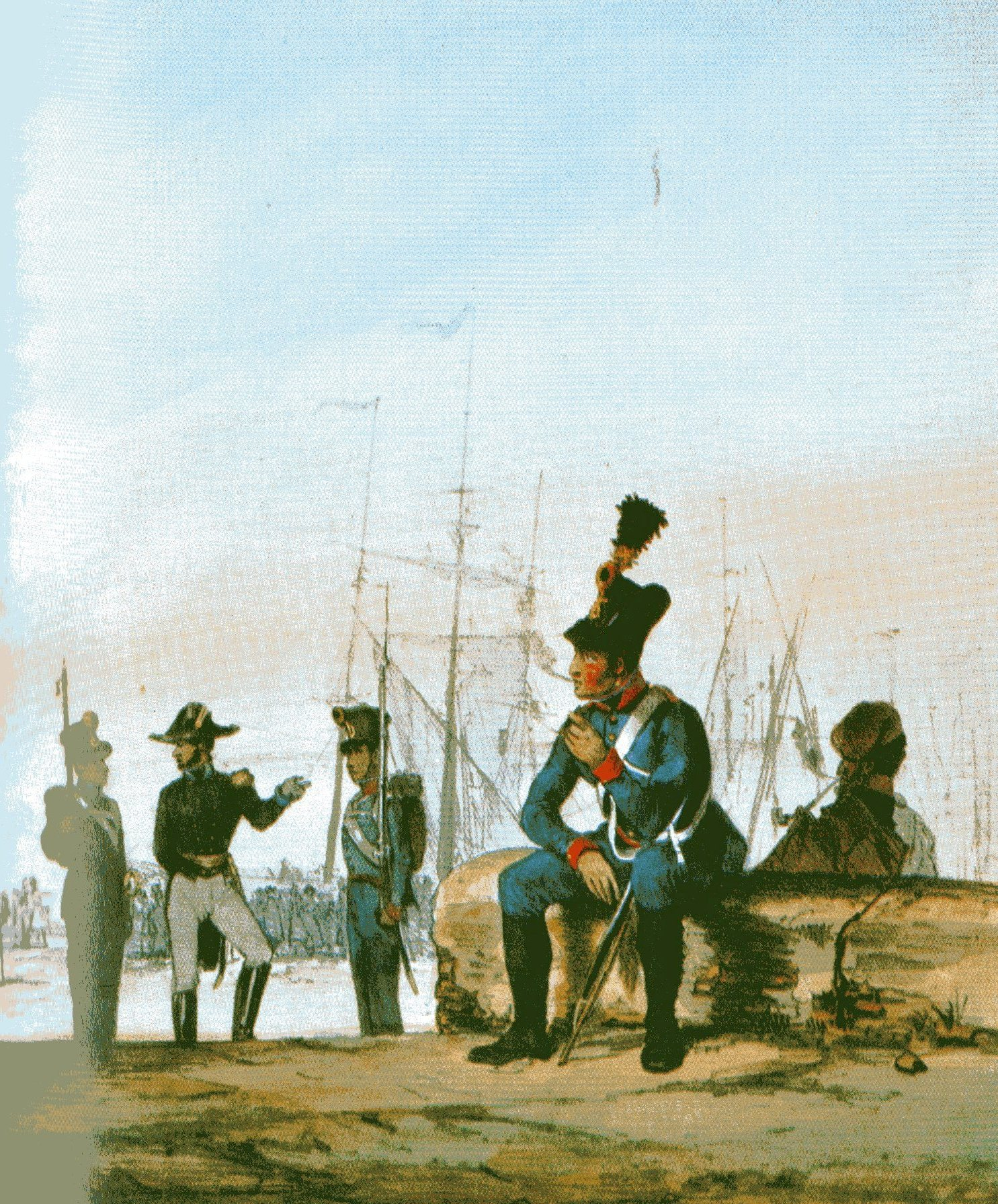
Angehörige der österreichischen Marine um 1840 Marine-Matrosenkorps, Marineinfanterie und Marineartillerie. Zeitgenössische Darstellung

1848, im Zuge der Revolution in Österreich und Ungarn, wollte sich neben anderen italienischen Provinzen auch Venedig von Österreich lösen und dem italienischen Risorgimento anschließen. Diesem Aufstand schlossen sich auch die österreichischen Soldaten und Seeleute venezianischer Abstammung an, so dass die k.k. Kriegsmarine einen großen Teil ihrer Schiffe an Venedig verlor, das zunächst erfolgreich in seiner Unabhängigkeitsbewegung war.
Während es in ganz Österreich Unruhen gab und Radetzky die österreichischen Truppen zurückzog, sammelten sich die treu gebliebenen Besatzungen mit ihren Kriegsschiffen in Triest, Pola und Fiume. Nach dem Sieg Radetzkys über die Italiener 1849 bei Novara und dem darauf folgenden Frieden zog sich die sardinische Flotte aus der Adria zurück und ermöglichte es so der österreichischen Marine, sich an der Blockade von Venedig zwecks Rückeroberung zu beteiligen.
Um die österreichische Kriegsmarine neu aufzubauen, machte man sich auf die Suche nach einem geeigneten Oberbefehlshaber. Gefunden wurde dieser in der Person des dänischen Kommodore 1. Klasse Hans Birch Dahlerup. Er wurde im Februar 1849 in Olmütz vom jungen Kaiser Franz Joseph I. persönlich empfangen, zum Marinekommandanten und zugleich zum Vizeadmiral und Feldmarschallleutnant ernannt. An der Adria angekommen, sah er sich der schwierigen Aufgabe gegenüber, aus den Resten der österreichischen Flotte, die nicht zu den italienischen Aufständischen übergegangenen waren, eine neue Seemacht zu bilden. Durch sein bestimmtes Auftreten und seine überlegenen Kenntnisse gelang es ihm bald, Respekt zu erlangen und die Arbeit in Gang zu setzen. Man bemühte sich verstärkt um österreichische Seeleute, die Kommandos wurden verstärkt in Deutsch und Venezianisch gegeben, und die italienischen Namen der Schiffe wurden ins Deutsche übersetzt. Mit dem Bau neuer Schiffe wurde begonnen.
Nach der Rückeroberung von Venedig verblieb der Sitz des Marineoberkommandos vorläufig in Triest. Stimmen, die für Pola plädierten, wurden aber schon damals laut, was Dahlerup aber ablehnte. Trotzdem kam am 20. November 1850 der Befehl, in Pola ein Marinearsenal zu errichten. Zu Schulungszwecken verkehrten die Schiffe der Kriegsmarine zwischen den österreichischen Adriahäfen und sicherten auch die griechischen und türkischen Gewässer gegen Seeräuber.
1850 wurde Deutsch als allgemeine Dienstsprache eingeführt. Im August 1850 bat Dahlerup um seinen Abschied und ihm folgte Feldmarschallleutnant Graf Franz von Wimpffen, ein Offizier des Landheeres. Während Wimpffens Kommandozeit wurde das bisherige Marinekollegium in eine Marineakademie umgewandelt und der Ausbau von Pola beschleunigt. 1854 legte Graf Wimpffen das Kommando nieder.
Am 10. September 1854 wurde Erzherzog Ferdinand Maximilian von Kaiser Franz Joseph I., seinem Bruder, zum neuen Oberkommandanten der österreichischen Kriegsmarine ernannt.
1859 kam es abermals zum Krieg mit Italien im Sardinischen Krieg. Dieser sah Erzherzog Ferdinand Maximilian in der Doppelfunktion als Oberkommandant der Kriegsmarine und als Generalgouverneur von Lombardo-Venetien. Der Umstand, dass die Flotte noch nicht die notwendige Stärke erreicht hatte, erlaubte es nicht, diese offensiv gegen den Feind einzusetzen. Es galt vielmehr, mögliche feindliche Angriffe abzuwehren. In dem am 10. November 1859 geschlossenen Frieden von Zürich blieb der Zugang zur Adria erhalten und damit die Kriegsmarine.
Das Jahr 1860 brachte die Eingliederung des Flottillenkorps in die Kriegsmarine: die Lagunen-, die Gardasee- und die Donauflottille unterstanden nicht mehr länger dem Landheer.
Die ersten Panzerfregatten Österreichs liefen 1861 vom Stapel (Salamander und Drache, 1862 die Kaiser Max).
1864 folgte Erzherzog Ferdinand Maximilian dem Ruf aus Mexiko und wurde Kaiser von Mexiko. Sein Nachfolger wurde Viceadmiral Ludwig von Fautz als Chef der Marinesektion (1865–1868). Erzherzog Leopold war von 1865 bis 25. Feber 1868 Inspektor der Marinetruppen und der Flotte, eigentlich ein Offizier des Landheeres.

#### Seegefecht vor Helgoland

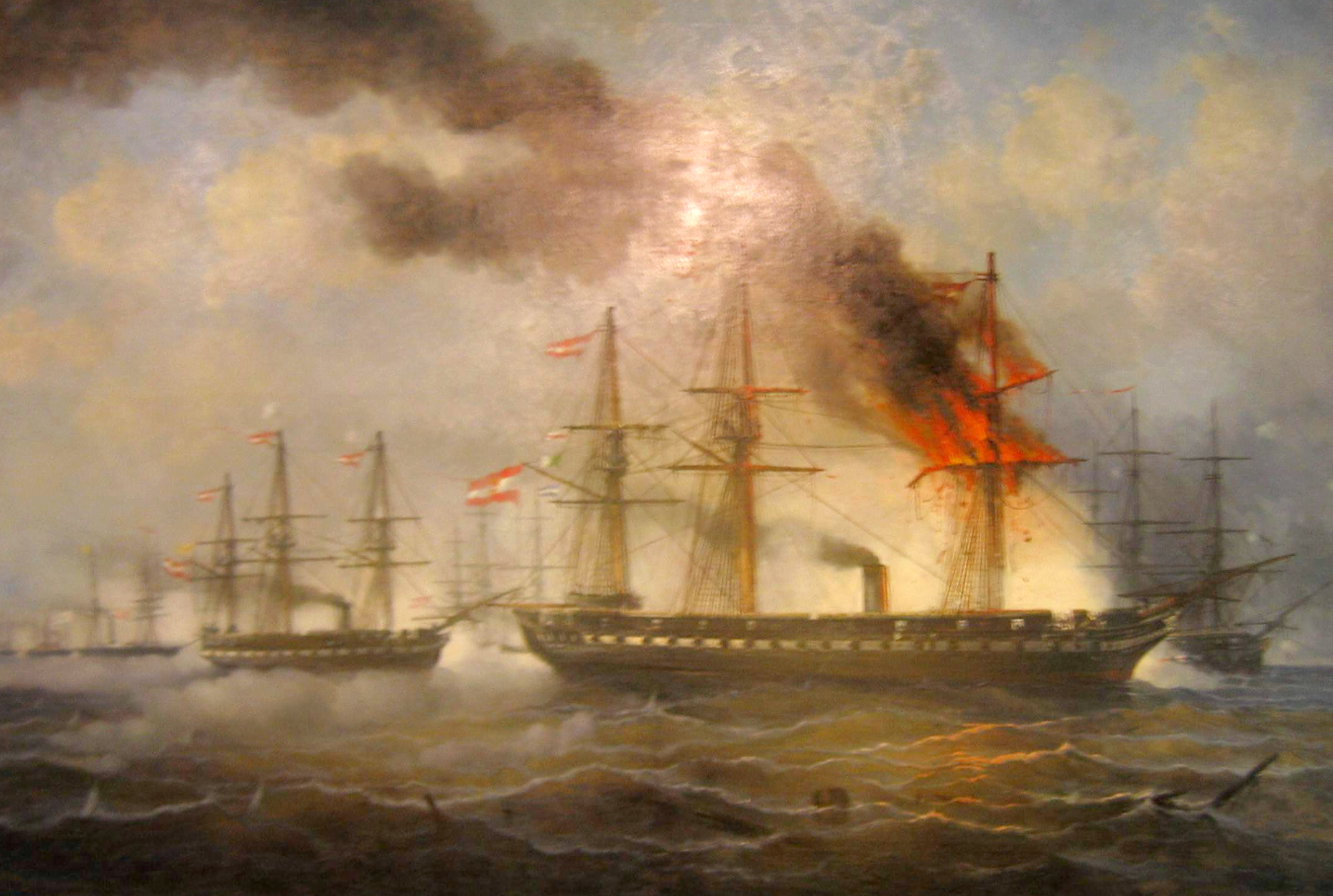
Seegefecht vor Helgoland 1864

1864 zogen Österreich und Preußen gemeinsam gegen Dänemark in den Krieg um Schleswig-Holstein, in dessen Verlauf es zum Seegefecht vor Helgoland kam. Zunächst erhielt Wilhelm von Tegetthoff den Befehl, im Mittelmeer befindliche dänische Handelsschiffe zu kapern und dänischen Kriegsschiffen den Aufenthalt im Mittelmeer unmöglich zu machen.
Später erhielt er den Befehl, sich mit österreichischen Kriegsschiffen in die Nordsee zu begeben. Sein Auftrag blieb der gleiche: dänische Handelsschiffe kapern, dänische Kriegsschiffe vertreiben und den deutschen Handel mit allen Mitteln schützen.
Am 9. Mai 1864 kam es zum ersten Seegefecht zwischen der dänischen und der österreichisch-preußischen Flotte. Die österreichischen Schiffe kehrten schließlich schwer beschädigt nach Cuxhaven zurück, aber auch die dänische Flotte zog sich in heimatliche Gewässer zurück. Es gab keinen eindeutigen Sieger.

#### Konflikt mit Preußen
Trotz des gemeinsamen österreichisch-preußischen Siegs über Dänemark blieben die Spannungen um die Vorherrschaft in Deutschland bestehen. 1866 verbündete sich Preußen mit Italien, Preis für die italienische Waffenhilfe gegen Österreich war Venedig.
Der innerdeutsche Konflikt um die „Großdeutsche Lösung“ oder die „Kleindeutsche Lösung“ stürzte Österreich in einen Zweifrontenkrieg: Preußen und einige verbündete deutsche Kleinstaaten im Norden und im Süden Italien, das die Gelegenheit sah, die restlichen „unerlösten“, unter österreichischer Herrschaft stehenden Gebiete zu „befreien“. Der Preis, den Preußen für die italienische Waffenhilfe zahlte, war Venetien – auf Österreichs Kosten.
Um nicht aus dem Zweifronten-Krieg einen Dreifronten-Krieg werden zu lassen, schloss Österreich mit Frankreich einen Nichtangriffspakt.
Am 3. Juli 1866 wurde die Schlacht bei Königgrätz zur Katastrophe für Österreich, und die österreichische Südarmee musste nach dem Sieg bei Custozza eiligst nach Norden verlegen, um Wien vor den anmarschierenden Preußen zu schützen. Als Schutz der österreichischen Adriaküste vor weiteren Angriffen der Italiener blieb nur die Flotte.

#### Seeschlacht von Lissa

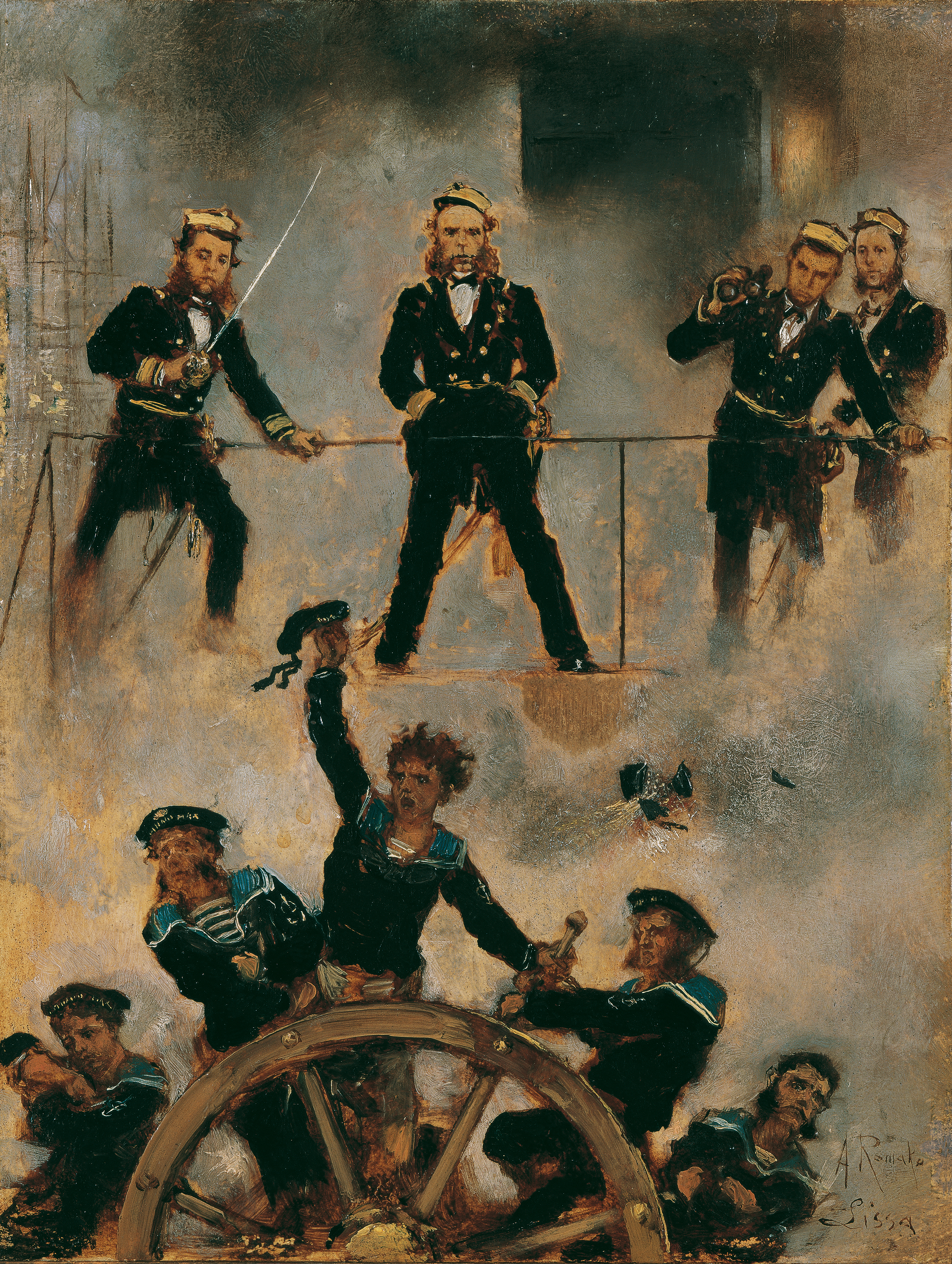
Anton Romako: Admiral Tegetthoff in der Seeschlacht von Lissa, 1878–1880

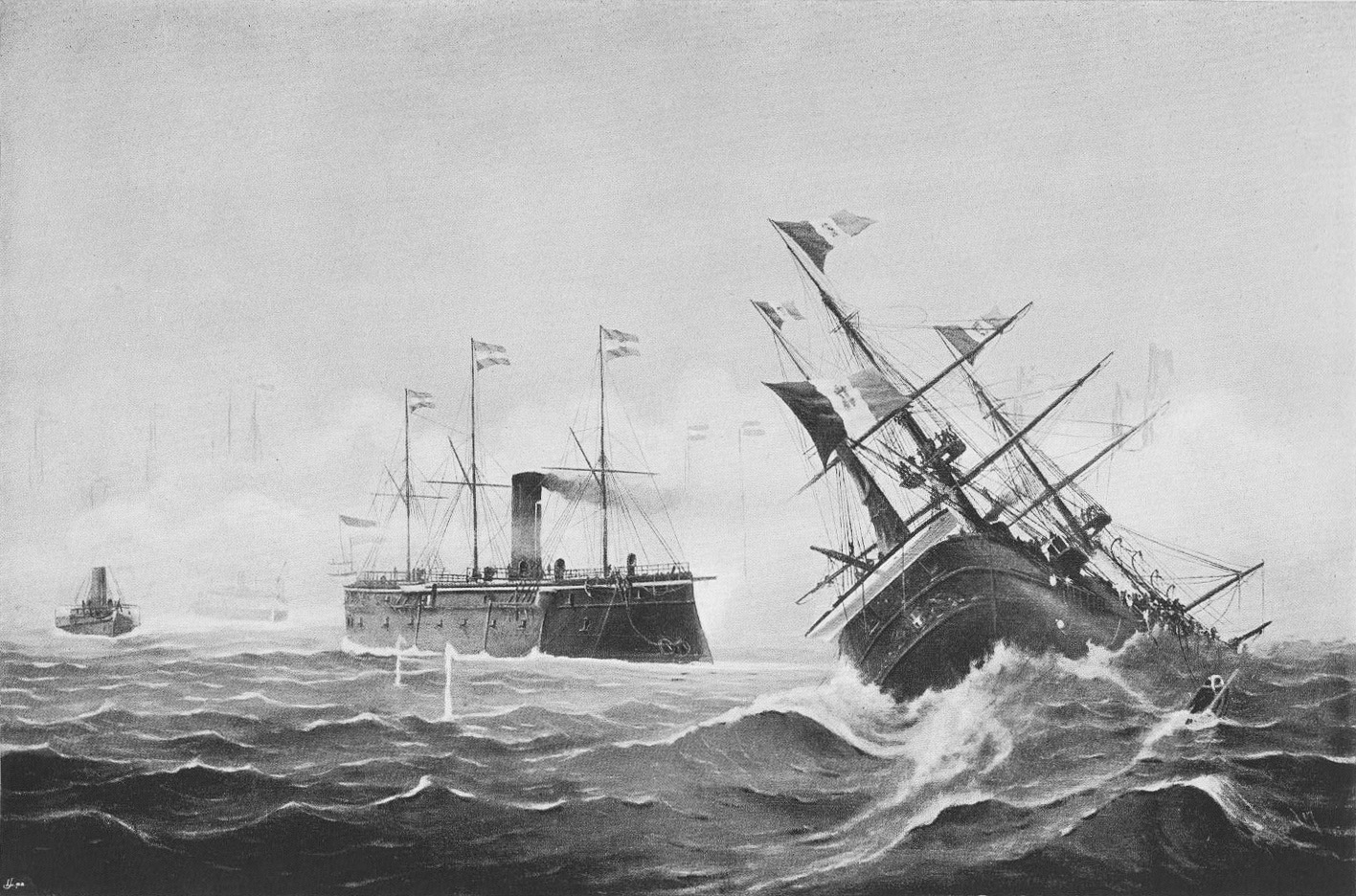
Das italienische Flaggschiff Re d'Italia sinkt nach dem Rammstoß von Tegetthoffs Flaggschiff Erzherzog Ferdinand Max (nach Gemälde von Gustav Kappler)

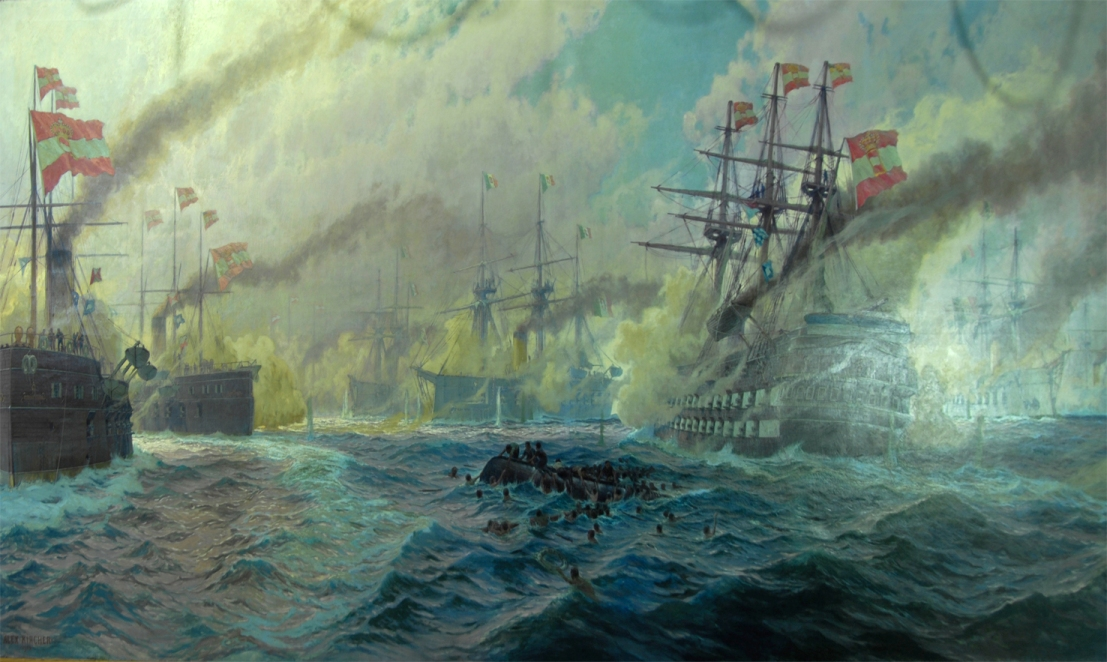
Die Seeschlacht bei Lissa. Monumentalgemälde von Alexander Kircher (Heeresgeschichtliches Museum, Wien)

Eines der italienischen Ziele war die Eroberung der Insel Lissa (heute: Vis), um sich die Herrschaft über die östlichen Adriaküsten zu sichern.
Während die italienische Flotte (vorwiegend sizilianische, sardische und neapolitanische Mannschaften) als eine der größten und modernsten der Welt galt und kurz vor der Schlacht noch die als unsinkbar geltende Affondatore einen neun Meter langen Rammsporn erhielt, hatte Wilhelm von Tegetthoff alle Hände voll zu tun, um aus den veralteten und unterlegenen österreichischen Schiffen einen halbwegs ernst zu nehmenden Gegner zu schaffen. Die technische und zahlenmäßige Überlegenheit verleitete das italienische Oberkommando zu einer gefährlichen Sorglosigkeit. Admiral Persano ließ noch im Frühsommer 1866 ein großangelegtes Flottenmanöver durchführen. Alltägliche praktische Gefechtsübungen, wie sie bei der K.K. Marine ohne Pause durchgeführt wurden, hielt man hingegen für unnötig.
Die zu einer Schraubenfregatte umgebaute Novara war durch einen Brand schwer beschädigt worden. Die Schiffe Erzherzog Ferdinand Max und SMS Habsburg waren noch nicht in Dienst ggestellt, trotzdem wurden sie angefordert. Die Kaiser, das größte österreichische Holzschiff, galt als hoffnungslos veraltet und unbrauchbar. Dennoch wurde dieses Schiff und andere Fregatten und Korvetten notdürftig mit Eisenbahnschienen und Ankerketten an Bug und Bordwänden verstärkt.
Am 17. Juli 1866 erschien die durch tiefe Feindschaft der Kommandeure (Admiral Persano, Vizeadmiral Albini, Admiral Vacca) zerstrittene italienische Flotte und begann mit der Beschießung der österreichischen Befestigungen auf Lissa, und nachdem Tegetthoff die Erlaubnis zum Auslaufen erhalten hatte, erreichte am 20. Juli die österreichische Flotte die Gewässer von Lissa, wo es zur Seeschlacht von Lissa kam.
Wilhelm von Tegetthoff wusste um die Unterlegenheit seiner Schiffe und so setzte er nicht auf lange Artillerieduelle mit Breitseitenschießen, sondern auf den Nahkampf unter Einsatz der Rammsporne. Das Flaggschiff Erzherzog Ferdinand Max mit Tegetthoff an Bord rammte die Re d’Italia. Der italienische Panzerkreuzer sank binnen weniger Minuten. Das italienische Kanonenboot Palestro erhielt einen Treffer in der Munitionskammer, explodierte und sank. Die altersschwache Kaiser versuchte die Re di Portogallo zu rammen, wurde dabei aber schwer beschädigt. Beim Versuch, die Kaiser zu rammen, wurde die Affondatore durch österreichischen Beschuss so schwer beschädigt, dass sie wenige Tage später im Hafen von Ancona sank. Im Anblick des Sieges warfen die weit überwiegend venezianischen Besatzungen der habsburgischen Schiffe ihre Mützen in die Luft und riefen „Viva San Marco“.
In der zwei Stunden dauernden Schlacht verlor Italien drei Panzerschiffe, Österreich kein einziges Schiff. Die Kaiser war zwar schwer beschädigt, die gröbsten Schäden wurden aber gleich im Hafen von Lissa ausgebessert. Auch die personellen Verluste der Österreicher waren weit geringer als jene der Italiener.
Diese Seeschlacht war die letzte große Seeschlacht des 19. Jahrhunderts unter Beteiligung von Holzschiffen mit Takelage und das einzige größere Gefecht des Jahrhunderts, bei dem man auf den Einsatz von Rammspornen als Waffe im Schiffskampf zurückgriff.
Am Abend des gleichen Tags informierte Tegetthoff Kaiser Franz Joseph I. über den Sieg. Ein Dampfer des österreichischen Lloyd brachte dessen Antwort, in der Tegetthoff zum Vize-Admiral ernannt wurde.
Die Italiener hatten ihre eigene Art, mit der Niederlage umzugehen. Sie verbreiteten Siegesmeldungen. Vor allem über die angebliche Versenkung der Kaiser gab es wilde Phantasieberichte.
Um den von der britischen und französischen Presse weiterverbreiteten Falschmeldungen entgegenzutreten, lud Tegetthoff ausländische Offiziere und Pressevertreter zum Lokalaugenschein auf das vermeintlich gesunkene Schiff. Das Marineministerium, das nur wenige Jahre bestand, verweigerte die Bezahlung der Bewirtung der Gäste und kritisierte Tegetthoff für sein eigenmächtiges Vorgehen. Zu den Gratulanten für den Sieg gehörten auch Kaiser Maximilian von Mexiko und der dänische Admiral Dahlerup.

### k. u. k. Kriegsmarine

#### Reformierung der Kriegsmarine

Oesterreichs Illustrierte Zeitung: Festschrift „Die k.u.k. Flotte“ zum 60-jährigen Thronjubiläum Franz Josephs I. (1908), Triptychon von Alexander Kircher.

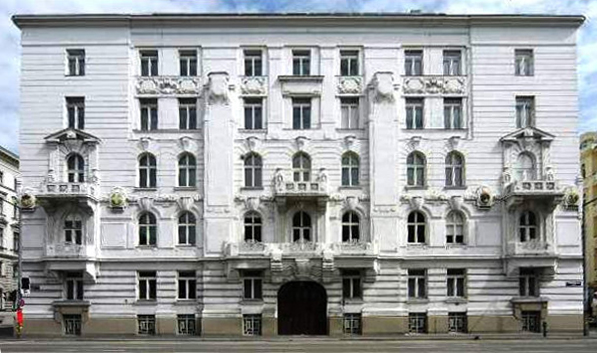
Ehemalige Marinesektion des k.u.k. Kriegsministeriums in Wien 3., Vordere Zollamtsstraße 9; an der Fassade zwischen 1. und 2. Stock Wappen österreichischer Hafenstädte in Farbe

Während die Kriegsmarine und die öffentliche Meinung Tegetthoffs Ernennung zum Marineminister erwarteten, schickte ihn das Kriegsministerium auf Studienreise nach England und in die USA. Nach seiner Rückkehr nach Österreich erhielt er den Befehl, den Leichnam des hingerichteten Kaisers Maximilian von Mexiko mit der Novara nach Österreich zu überführen. Im Anschluss daran wurde Tegetthoff aufgefordert, seine Vorschläge über den Aufbau einer österreichisch-ungarischen Kriegsmarine schriftlich darzulegen. Das von ihm vorgeschlagene Marineministerium wäre ein viertes gemeinsames Reichsministerium der Doppelmonarchie Österreich-Ungarn geworden. Die Ungarn hätten dann darauf bestanden, die Sitze der gemeinsamen Reichsministerien paritätisch auf Wien und Budapest zu verteilen. Das wollten weder der Kaiserhof noch die österreichische (cisleithanische) Regierung. Als Kompromissvorschlag entstand die Marinesektion, als Teil des Reichs-Kriegsministeriums. Sitz aller gemeinsamen Ministerien blieb Wien.
Kaiser Franz Joseph I. genehmigte die Vorschläge und ernannte Tegetthoff am 25. Februar 1868 zum Marinekommandanten und Chef der Marinesektion des Reichskriegsministeriums. In den nächsten Jahren wurde das von Tegetthoff erstellte Ausbildungskonzept (Mannschaftsschulen, Lehrgänge für Marinebeamte und Marineingenieure (Maschinisten)) umgesetzt. Verwirklicht wurde aber auch die schon von Erzherzog (Kaiser) Maximilian zu Ausbildungszwecken erdachte Idee der „Missionsfahrten“. Jedes Jahr sollte sich zumindest ein Schiff der Marine auf „Auslandsmission“ befinden, um wirtschaftliche Kontakte zu knüpfen, die seemännische Ausbildung zu vertiefen und „Flagge zu zeigen“, also zu repräsentieren.

#### Kaiser Franz JosephI. und die Marine
1869 – aus Anlass der Eröffnung des Sueskanals – unternahm Kaiser Franz Joseph I. eine ausgedehnte Schiffsreise. Er erwiderte bei dieser Gelegenheit einen Staatsbesuch des osmanischen Sultans. Weiters besuchte er die Heiligen Stätten in Jerusalem – er trug ja unter anderem auch den Titel „König von Jerusalem“, wo er im österreichischen Hospiz nächtigte. Des knappen Zeitplans wegen musste der Kaiser am 14. November trotz des stürmischen Wetters mit einem Ruderboot auf die kaiserliche Privatjacht Greif gebracht werden. Mit Müh’ und Not gelangte er durchnässt und durchfroren an Bord. Seit diesem Tag soll der Kaiser ein gestörtes Verhältnis zur Seefahrt besessen haben.
Am 7. April 1871 starb Tegetthoff in Wien. Er wurde unter großen militärischen Ehren in Wien auf dem Matzleinsdorfer Friedhof beigesetzt; Kaiser Franz Joseph I. blieb der Zeremonie fern. Am 31. Oktober 1872 wurde Tegetthoffs Leichnam nach Graz auf den Sankt-Leonhard-Friedhof überführt.

#### Weitere Einsätze der Marine

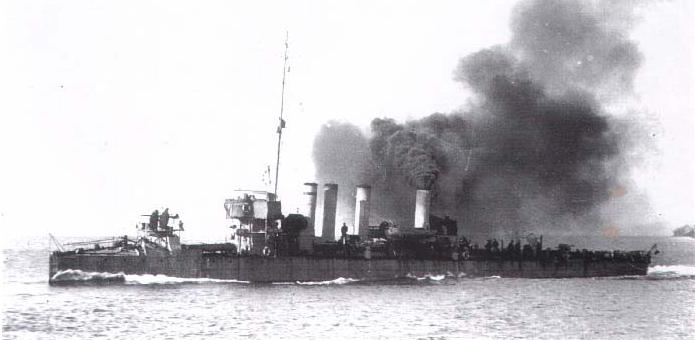
Warasdiner 1914

Die folgenden Jahre waren vor allem von wissenschaftlichen Fahrten geprägt. Der Balkan aber bereitete immer wieder diplomatische und auch militärische Probleme. 1868 wurde ein neues Wehrgesetz erlassen, das eine mehrjährige Dienstzeit für alle Wehrpflichtigen vorsah. Die Bevölkerung der Region Krivošije in der Nähe von Cattaro setzte sich gegen diesen Plan zur Wehr, und es kam zu Kampfhandlungen zwischen Aufständischen und Armee-Einheiten, die von der Marine unterstützt wurden.
1878 kam es auf Einladung des deutschen Kanzlers Otto von Bismarck zum Berliner Kongress, in dessen Folge der Balkan auf Kosten der Türkei aufgeteilt wurde. Österreich-Ungarn wurde die Okkupation Bosnien-Herzegowinas zugestanden.
1882 kam es wieder zu einem Aufstand in der Krivošije, in der die Marine eingesetzt wurde, unter anderem das Kanonenboot Nautilus. 1908 kam es bei der Annexion Bosnien-Herzegowinas abermals zu einer Krise im Raum Cattaro, bei der die Marine eingesetzt wurde.

#### Eingreifen im chinesischen Boxeraufstand
Zu Beginn des Boxeraufstands in China im April 1900 war Österreich-Ungarn mit SMS Zenta vertreten, die sich in China befand, und so war die Donaumonarchie von Beginn an in die Ereignisse und, durch nach Peking in die Botschaft entsandte Matrosen und Offiziere, auch in die Kampfhandlungen verwickelt. Die nach China entsandte Verstärkung, bestehend aus SMS Kaiserin und Königin Maria Theresia, Kaiserin Elisabeth und Aspern, kamen für ein Eingreifen in die Kampfhandlungen aber zu spät.

#### Im Ersten Weltkrieg

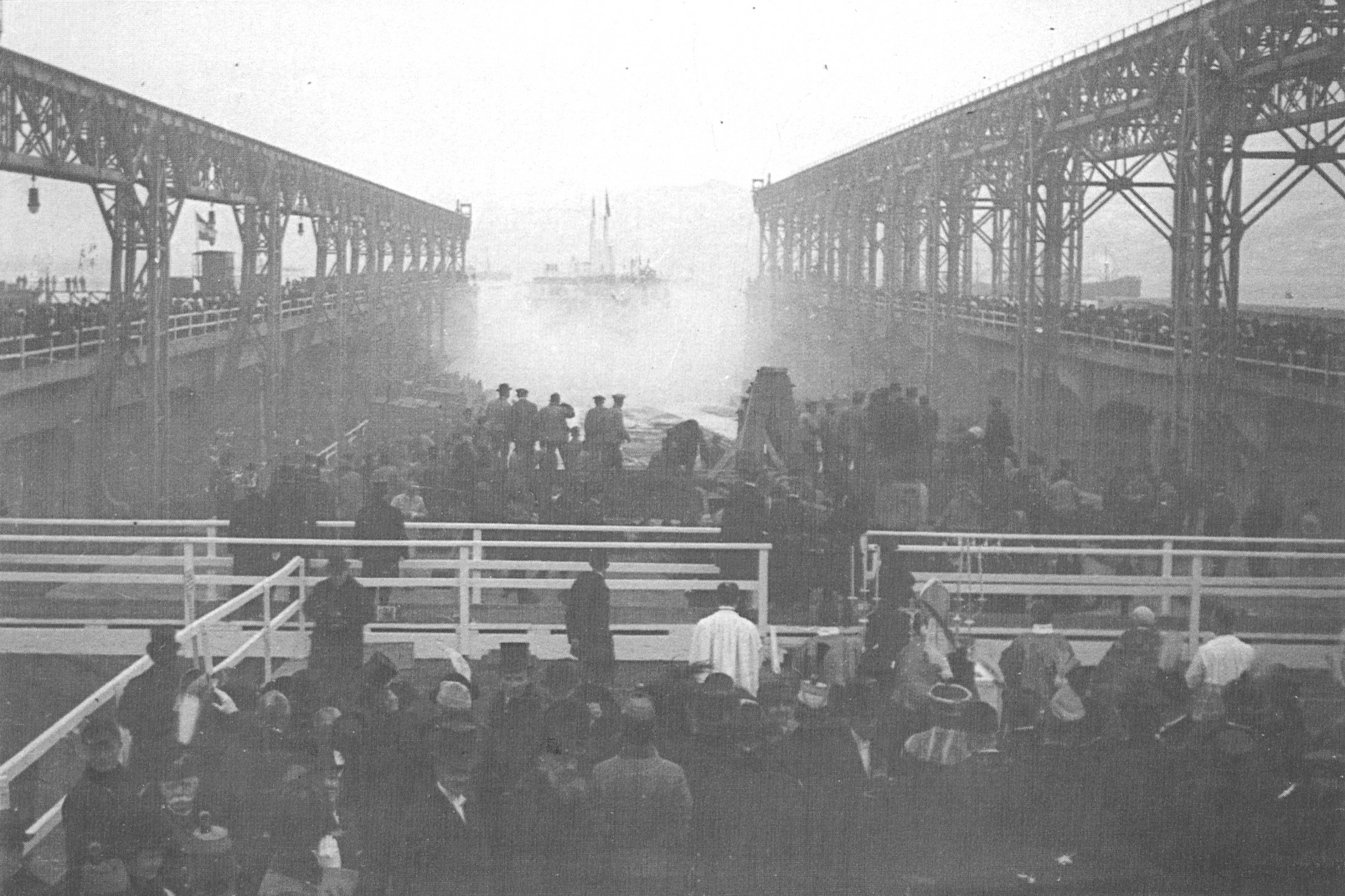
Stapellauf der Szent István auf der Danubius-Werft in Fiume (Rijeka)

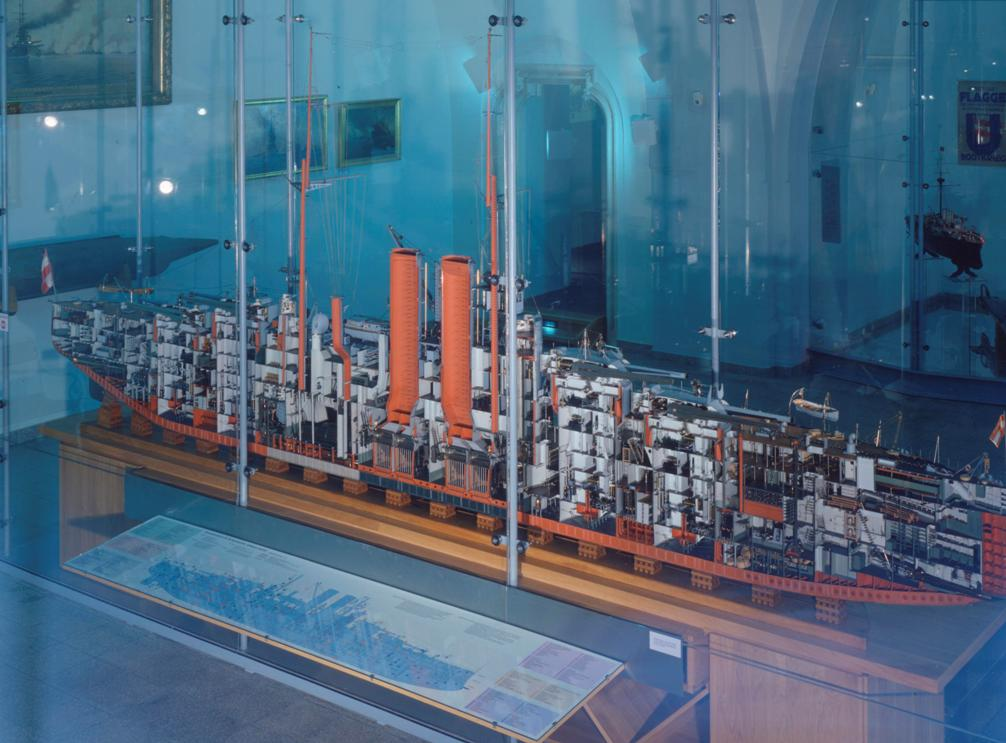
Modell der Viribus Unitis

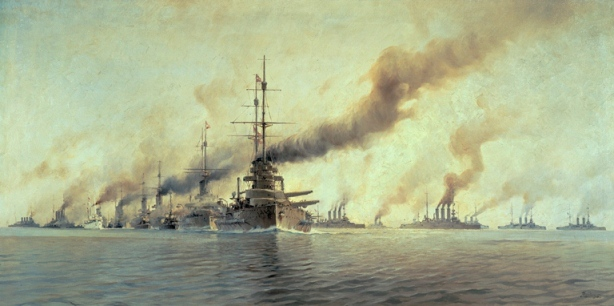
August von Ramberg: Die SMS Viribus Unitis an der Spitze des 1. k.u.k. Schlachtschiffgeschwaders

Unter den Marinekommandanten Hermann von Spaun, Rudolf Montecuccoli und Anton Haus entstand die moderne Flotte, mit der die Österreichisch-Ungarische Monarchie in den Ersten Weltkrieg eintrat. Wesentlichen Anteil am Ausbau der Flotte hatte auch der 1914 ermordete Erzherzog Thronfolger Franz Ferdinand, der zahlreiche Neubauten durchsetzen konnte und auch für die Einführung von U-Booten ab 1908 verantwortlich zeichnete. Am 24. Juni 1911 wurde mit der Viribus Unitis (Schiff) („mit vereinten Kräften“) das erste nach Vorbild der britischen Dreadnoughts gebaute österreichische Schlachtschiff vom Stapel gelassen. Diese größte Klasse der Kriegsschiffe wurde in Österreich in der Tegetthoff-Klasse zusammengefasst, die außer der Viribus Unitis mit der Tegetthoff (1912), der Prinz Eugen (1912) und der Szent István (1914) drei weitere Schiffe umfasste. Die Viribus Unitis war das erste Kriegsschiff der Welt, dessen Hauptartillerie in vier Drillingstürmen angeordnet war.
Der Kreuzer S.M.S. Kaiserin Elisabeth wurde beim Stationsdienst bei Tsingtau (Haupthafen der deutschen Kolonie Kiautschau) vom Ersten Weltkrieg überrascht und unterstellte sich der Befehlsgewalt des deutschen Gouverneurs. Japan beanspruchte diese Kolonie und erklärte dem Deutschen Kaiserreich und Österreich-Ungarn den Krieg. Während deutsche Einheiten (darunter auch die berühmte Emden) ausliefen, blieb das österreichische Schiff mit einem deutschen Kanonenboot zur Verteidigung zurück. Nach zwei Monaten Belagerung kapitulierte Tsingtau. Um die S.M.S. Kaiserin Elisabeth nicht übergeben zu müssen, wurde sie in der Nacht zum 2. November 1914 von der Besatzung versenkt. Die deutschen und österreichischen Besatzungen blieben bis 1920 in japanischer Kriegsgefangenschaft.
Die Planungen des Dreibundes (Österreich-Ungarn, Deutsches Kaiserreich, Italien) hatten für das Mittelmeer einen Flottenstützpunkt in Messina (Sizilien) vorgesehen. Durch die Neutralitätserklärung Italiens verlor die Flotte von Österreich-Ungarn den zentral im Mittelmeer gelegenen Stützpunkt und war nach dem Londoner Vertrag (1915) und anschließenden Kriegseintritt Italiens auf Seiten der Entente am 23. Mai 1915 in der Adria blockiert. Ihr verblieb nur noch die Freihaltung der Adria von feindlichen Einheiten, der Schutz der damaltinischen Küste und Inseln vor feindlichen Angriffen, der Schutz der Handelsschifffahrt entlang der Küste sowie die Unterstützung der k.u.k. Armee im Küstengebiet beziehungsweise an der Südfront durch Nachschub.
Durch die in der Straße von Otranto errichteten Blockade der Alliierten blieb das Operationsgebiet k. u. k. Kriegsmarine auf die Adria beschränkt. Sie war so hauptsächlich mit dem Schutz der dalmatinischen Küste beschäftigt, die weniger von den stark gepanzerten Schlachtschiffen, sondern vor von kleineren Einheiten wie Zerstörern, Torpedobooten und U-Booten getragen wurde. Zusammen mit den Seefliegern hielten sie die Küstengewässer und Versorgungswege über die Adria frei von feindlichen Schiffen. Zu den Aufgaben der Flotte gehörte auch, die Küste Montenegros, das der Donaumonarchie feindlich gegenüberstand, zu blockieren und damit den Kriegsgegner Serbien vom Nachschub der Triple Entente, der über den Hafen von Antivari lief, abzuschneiden.
Am 16. August 1914 erschien das Gros der französischen Mittelmeerflotte vor Antivari, um die beiden dort im Blockadedienst stehenden Schiffe, den Kreuzer Zenta und den Zerstörer Ulan, anzugreifen. Die Ulan brachte sich im Marinestützpunkt in der Bucht von Cattaro in Sicherheit. Die Zenta, die sich nicht mehr rechtzeitig absetzen konnte, wurde als erstes Kriegsschiff der österreichisch-ungarischen Kriegsmarine versenkt. 130 von etwa 320 Mann Besatzung überlebten, gerieten in montenegrinische Kriegsgefangenschaft, aus der sie 1916 befreit wurden.

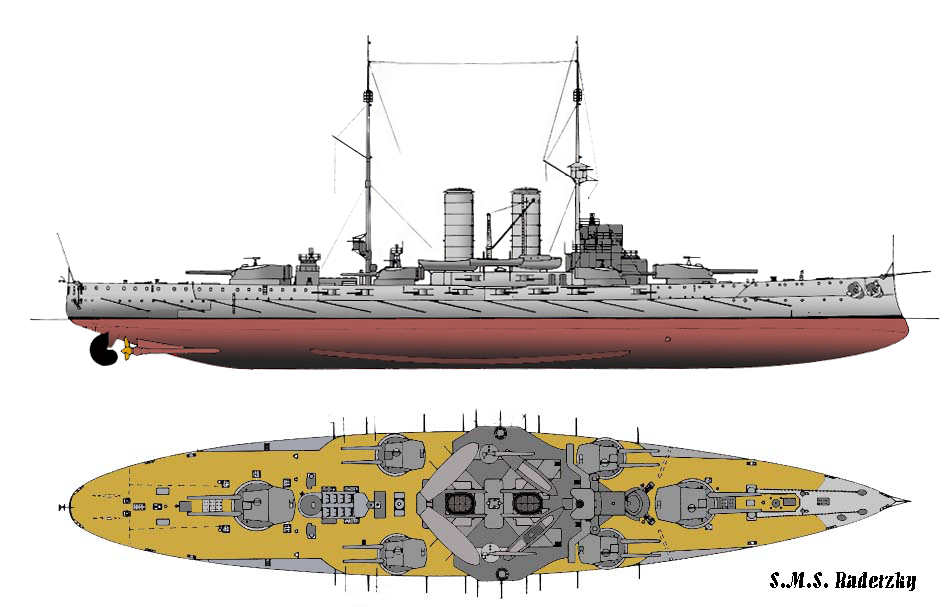
Zeichnung der Schlachtschiffe der Radetzky-Klasse

Auf dem Staatsgebiet von Montenegro befand sich über Cattaro der Lovćen-Pass, von dem aus die österreichischen Aktivitäten an Land und auf dem Wasser beobachtet und beschossen werden konnten. Durch französische Batterien wurde diese Stellung ausgebaut. Es gelang der S.M.S. Radetzky und anderen Schiffen aber, diese Stellungen zu zerstören. Im Jänner 1916 konnten österreichisch-ungarische Armee- und Marineeinheiten den Pass erobern. Dies ermöglichte nun den Ausbau der österreichischen Anlagen in dem nun gesicherten Hafen, der sich auch zur wichtigsten U-Boot-Basis der Kriegsmarine entwickelte. Von hier aus wurden die feindlichen Schiffe durch die Straße von Otranto zurückgedrängt.
Nach der Kriegserklärung Italiens an Österreich-Ungarn am 23. Mai 1915 lief um 19 Uhr die gesamte k.u.k. Flotte aus den Häfen Pola, Sebenico und Cattaro aus, um die Ostküste Italiens zwischen Venedig und Barletta anzugreifen. Hauptangriffsziel war Ancona (siehe Angriff auf Ancona), aber auch Rimini, Vieste, Manfredonia, Barletta sowie Brücken und Eisenbahnanlagen an der Küste wurden beschossen. Venedig wurde wegen seiner Lage in der Lagune aus der Luft angegriffen. Bomben trafen das Arsenal Venedig und verursachten Brände. Italiens Flotte wurde überrascht und setzte sich kaum zur Wehr; die österreichischen Schiffe kehrten ohne Verluste zurück.
Italien gelang es in den nächsten Monaten nicht, sich für diese Niederlagen zu revanchieren. Das Luftschiff Cittá di Ferrara wurde von Marinefliegern abgeschossen, das Luftschiff Cittá di Jesi wurde durch Schrapnellfeuer bei Pola abgeschossen und das Flaggschiff Giuseppe Garibaldi durch U 4 versenkt. Danach unternahmen Italien sowie Frankreich keine Aktionen mehr mit großen Schiffen. Kleine Schiffe, U-Boote und Marineflieger übernahmen auf beiden Seiten die Hauptrolle.
Im Jänner 1917 beschlossen die österreichisch-ungarischen und deutschen Außenminister und Flottenkommandeure den uneingeschränkten U-Boot-Krieg als Antwort darauf, dass Schiffe der Entente – als Schiffe neutraler Staaten getarnt – Nachschub transportierten.
Kurz nach diesem Beschluss (am 8. Februar 1917) verstarb der österreichische Großadmiral Anton Haus. Vom Kaiser abwärts waren zahlreiche hochrangige Militärs beim Begräbnis in Pola anwesend. 1925 wurden seine sterblichen Überreste exhumiert und auf den Hütteldorfer Friedhof in Wien überführt. Sein Nachfolger wurde der Kroate Admiral Maximilian Njegovan, der nach der Matrosenmeuterei von Cattaro um seine Versetzung in den Ruhestand bat. Letzter Flottenkommandant wurde etwas unerwartet Nikolaus von Horthy.
Als Antwort auf den alliierten Versuch einer Otranto-Sperre kam es im Sommer 1917 zum größten Seegefecht zwischen der österreichisch-ungarischen Flotte und Kriegsschiffen Italiens, Frankreichs und Großbritanniens. Zwar trug die österreichisch-ungarische Flotte im Kampf gegen die stärkeren Feinde keine wesentlichen Schäden davon, während die Entente zwei Zerstörer, 14 Sperrschiffe und ein Seeflugzeug verlor, doch die Sperre blieb bestehen.
Im Oktober 1917 lief das österreichische Torpedoboot XI nach Italien über, nachdem die Offiziere und die deutschsprachige Mannschaft überwältigt worden waren.
Das Schlachtschiff Wien wurde im Dezember im Hafen von Triest bei Nacht und Nebel von einem unbemerkt herangekommenen italienischen Schiff torpediert. Die Wien versank in wenigen Minuten, etwa 40 Mann ertranken.
Im Juni 1918 plante das Flottenkommando unter Horthy noch einmal eine große Offensive gegen die Sperre der Otrantostraße. Unter Beteiligung der Großkampfschiffe sollte in zwei Gruppen angegriffen werden. Allerdings wurde die zweite Gruppe unterwegs von einem Torpedoboot gesichtet und angegriffen. Die Szent István sank durch einen Torpedotreffer. Die geplante Offensive wurde abgebrochen, da das Überraschungsmoment weggefallen war.
Am 31. Oktober 1918 übergab Admiral Nikolaus von Horthy auf Befehl Kaiser Karls I. die österreichisch-ungarische Flotte dem neu gebildeten südslawischen Nationalrat. Die rot-weiß-rote Kriegsflagge wurde im Zentralhafen Pola um 16:45 Uhr zum letzten Mal mit feierlichem Zeremoniell eingeholt und die kroatische Flagge gehisst. In der Boche di Cattaro erfolgte der Flaggenwechsel erst am 1. November, ebenfalls mit feierlichem militärischem Zeremoniell. Die Hoffnung des Kaisers, dass der neue südslawische Nationalstaat in einem föderativen Habsburgerreich aufgehen werde, blieb aber unerfüllt.
Das Kommando über die Flotte übernahm der bisherige k.u.k. Linienschiffskapitän Janko Vuković, der vom südslawischen Nationalrat zum Konteradmiral befördert wurde. Flaggschiff blieb die Viribus Unitis, deren Kommandant LSK Janko Vuković bisher gewesen war. Eine Umbenennung des Schiffes in Jugoslavia, die in der Literatur häufig erwähnt wird, hat in der Realität nicht stattgefunden. Admiral Janko Vuković starb nur zwölf Stunden später gemeinsam mit hunderten Seeleuten im Hafen von Pola den Seemannstod an Bord seines Schiffes, als am 1. November 1918 eine von zwei italienischen Kampfschwimmern angebrachte Mine explodierte.

#### Matrosenaufstand von Cattaro Februar 1918
In Österreich-Ungarn kam es im Jänner 1918, ähnlich wie kurz darauf in Deutschland, unter dem Eindruck der russischen Revolution und der Friedensverhandlungen von Brest-Litowsk zu einer großen Streikwelle. Weite Teile der Arbeiterschaft sahen in den unmäßigen Forderungen der deutschen Obersten Heeresleitung (OHL) den Versuch einen Gewaltfrieden durchzusetzen. Die Arbeiter streikten für einen annexionslosen Frieden. Diese Streikwelle erreichte auch die Werftarbeiter und Matrosen in Pola. Schließlich wollten sich auch die Matrosen von Cattaro anschließen. Inzwischen war jedoch der Streik beendet worden, ohne dass diese Nachricht sie erreicht hatte. Die Matrosen wollten mit ihrer Anfang Februar geplanten Aktion das Signal für einen allgemeinen Aufstand geben. Plaschka kam zu dem Ergebnis, dass die Aktionen in Cattaro als revolutionäre Demonstration angelegt gewesen waren.

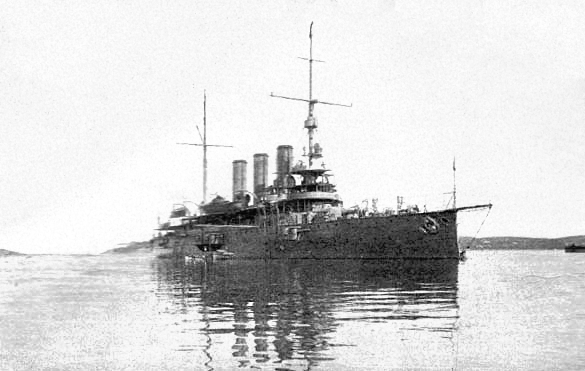
SMS Sankt Georg

Am 1. Februar 1918 begannen die Besatzungen der in Cattaro liegenden Einheiten der österreichisch-ungarischen Flotte rote Fahnen zu hissen, die Offiziere teilweise zu entwaffnen und an der Ausübung ihrer Kommandogewalt zu hindern. Zwischenzeitlich beteiligten sich 6000 Matrosen auf 40 Schiffen an den Unruhen. Die Matrosen bildeten Schiffskomitees sowie ein zentrales Komitee auf dem Flaggschiff Sankt Georg.
Nachdem die Aktion isoliert blieb und die Militärführung loyale Truppen heranführte, wurde sie am 3. Februar abgebrochen. Vierzig Mann galten als Haupträdelsführer und wurden vor ein Standgericht gebracht. Vier Personen wurden wenige Tage später standrechtlich erschossen, zwei weitere zu Kerkerstrafen verurteilt und zwei Mann freigesprochen. Die Übrigen wurden dem Kriegsgericht überantwortet. Einem Teil der übrigen Verhafteten wurde ab dem 16. September 1918 der Prozess gemacht. Im Oktober wurde die Anklage gegen 348 Männer zurückgezogen, gegen 31 Mann ging der Prozess weiter. Durch den Zusammenbruch der Donaumonarchie wurde die Verhandlung vor dem Kriegsgericht offiziell nicht beendet, sondern nur vertagt.

#### Verbleib der Mittelmeerflotte
Nach dem Zerfall Österreich-Ungarns im Herbst 1918 wurden die Schiffe der k. u. k. Kriegsmarine auf die Nachfolge- und Siegerstaaten aufgeteilt und die Geschichte der Österreichischen Marine war damit beendet.
Einige der in Pola und Cattaro befindlichen Schiffe und Unterseeboote wurden von Italien am 23. März 1919 nach Venedig gebracht und dort bei der am 25. März abgehaltenen Siegesparade vorgeführt und anschließend vertäut, um den Besitzanspruch deutlich zu machen.
Tatsächlich erhielten die Küsten- und Hochseetorpedoboote sowie weitere Schiffe und Boote:
- Großbritannien:
  - Habsburg, Árpád, Babenberg (1922/23 abgewrackt)
  - Erzherzog Friedrich, Erzherzog Ferdinand Max (1921 abgewrackt)
  - Monarch, Budapest (1921 abgewrackt)
  - Kaiser Karl VI., Sankt Georg, Kaiserin und Königin Maria Theresia, Admiral Spaun, Aspern, Szigetvár (von 1921 bis 1923 in Neapel, Tarent, Elba und Venedig abgewrackt)
  - Panther, Leopard (1921 abgewrackt)
- Italien:
  - Tegetthoff (1924/25 abgewrackt. Die (zweite, stählerne) Glocke kam auf den deutschen Schweren Kreuzer Prinz Eugen, ein Kriegsschiff des Zweiten Weltkriegs, 1973 dann zurück nach Österreich und in die Barmherzigenkirche in Graz)
  - Radetzky, Zrinyi (November 1920 von der US Navy außerhalb der 3-Meilen-Zone an Italien übergeben, 1926 bzw. 1921 abgewrackt)
  - Erzherzog Franz Ferdinand (1921 abgewrackt)
  - Helgoland, Saida (11. März 1937 außer Dienst gestellt, abgewrackt)
  - Zara, Spalato, Sebenico, Meteor, Blitz, Komet, Planet, Trabant, Magnet, Scharfschütze, Uskoke, Turul, Csikós, Velebit, Dinara, Huszár (II), Warasdiner (1921 abgewrackt)
  - Tátra, Balaton (5. Juli 1923 außer Dienst gestellt, abgewrackt)
  - Csepel, Orjen (1. Mai 1937 außer Dienst gestellt, abgewrackt)
  - Triglav (II), Lika (II), Uzsok (5. Jänner 1939 außer Dienst gestellt)
- Frankreich:
  - Prinz Eugen (1922 als Zielschiff versenkt)
  - Erzherzog Karl (auf dem Weg zum Abbruch in der Lagune von Bizerta bei Schlechtwetter gesunken; 1921 an Ort und Stelle abgewrackt)
  - Novara (1942 zum Abbruch verkauft)
  - Satellit, Pandur, Reka (1921 abgewrackt), Dukla (5. Oktober 1936 zum Abbruch verkauft)

Weitere Küsten- und Hochseetorpedoboote, Unterseeboote (darunter U-Boot Curie (ex-k.u.k. U 14)) und weitere Schiffe und Boote.
- Griechenland: Ulan (1932 gestrichen)
- Jugoslawien: Küsten- und Hochseetorpedoboote sowie weitere Schiffe und Boote.
  - Viribus Unitis (durch italienische Kampfschwimmer versenkt)
- Rumänien: Küsten- und Hochseetorpedoboote
- Portugal: Küsten- und Hochseetorpedoboote

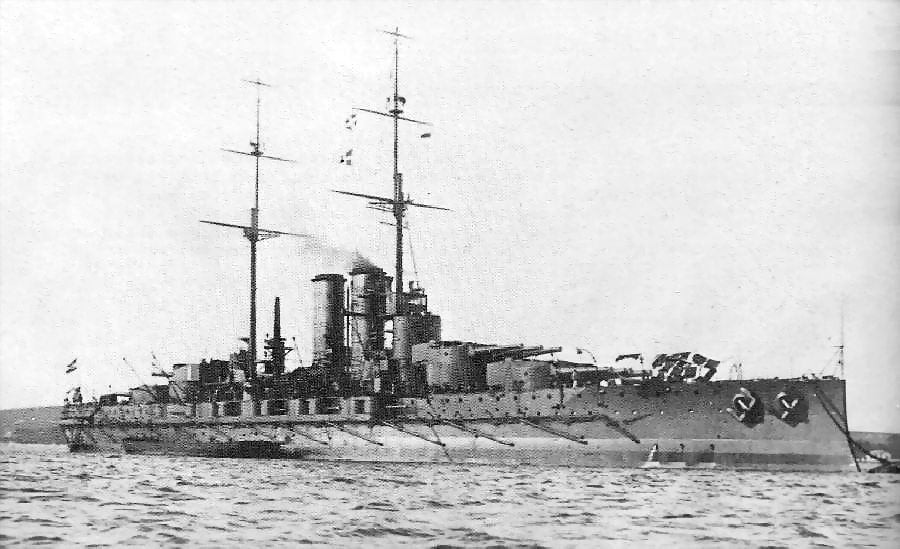
Tegetthoff
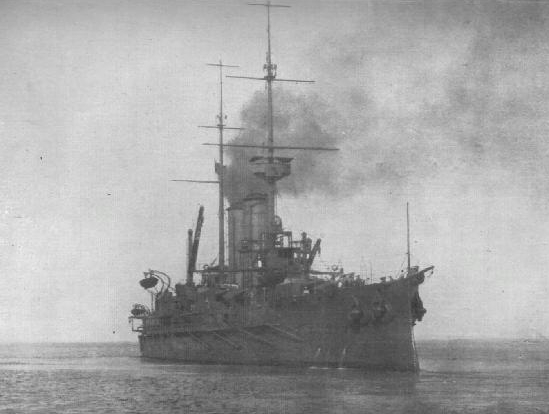
Zrínyi, hier bereits im Besitz der USA als USS Zrínyi
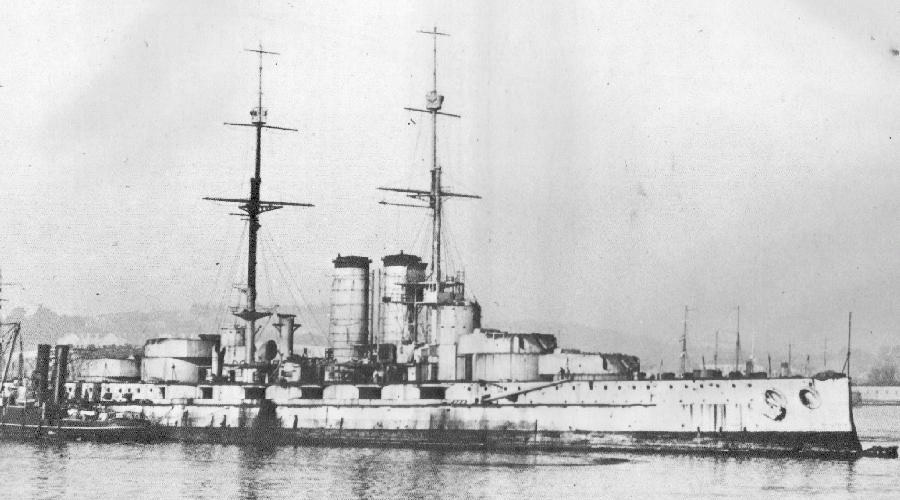
Prinz Eugen als französisches Zielschiff um 1920
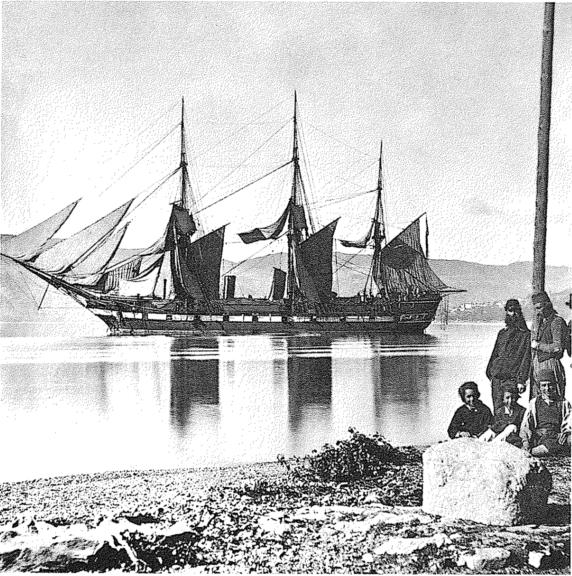
Erzherzog Friedrich

### k.u.k. Seeflieger
Mit der Abkommandierung von drei Marineoffizieren zur Militäraeronautischen Station Wiener Neustadt im Jahr 1910 zwecks Erwerbs des Heerespilotenscheins begann die Geschichte des k. u. k. Seeflugwesens.
1911 begann man mit der Errichtung der ersten Seeflugstation. Zu diesem Zweck wurde die im Hafen von Pola gelegene Insel Santa Catarina durch Aufschütten vergrößert. Ein Hangar für 20 Maschinen wurde errichtet, dazu Lagerschuppen, Mannschaftsunterkünfte und eine Bootsanlegestelle. Später folgten noch fünf weitere Seeflugstationen: Triest, Kumbor, Parenzo, Puntisella und Odessa.
Die ersten Seeflugzeuge waren vier französische Donnet-Levêque der FBA (Franco British Aviation).
Später kamen die Flugzeuge von den Firmen Lohner in Wien, UFAG, ÖFFAG, Fokker und Hansa-Brandenburg hinzu.
Ende 1912 bestand das fliegende Personal aus sechs Marineoffizieren. Mit dem Zukauf dreier ausländischer Flugzeuge und selbst gebauter Maschinen standen zehn Fluggeräte für den Probebetrieb zur Verfügung. Bei Kriegsbeginn hatte diese Einheit 25 Piloten.
Als wegen veralteter Maschinen der Schulungsbetrieb in der Seefliegerschule auf der Insel Cosada nicht mehr aufrechterhalten werden konnte, wurden zahlreiche Marineoffiziere nach Hamburg-Fuhlsbüttel abkommandiert.
Im Zuge der Blockade von Skutari durch eine Flottenabteilung aller Großmächte gegen die serbische Enklave in Albanien kamen die österreichischen Seeflieger zu ihrem ersten Einsatz. Zu diesem Zweck wurde die Küstenflugstation Kumbor im Golf von Cattaro eingerichtet. Von hier aus starteten die Maschinen Erkundungsflüge und machten auch die ersten Luftbilder der Küste.
Im Herbst 1914 wurden die bis dahin unbewaffneten Flugzeuge bewaffnet. Dies betraf jene Lohner-Flugboote, die mit einem 100 PS starken Mercedesmotor ausgestattet waren. Sie wurden mit einem 6,5 Millimeter Maschinengewehr System Schwarzlose ausgestattet und ab sofort auch als Offensivwaffe eingesetzt. Als Hoheitszeichen zeigten die Marineflugzeuge die k. u. k. Kriegsflagge am Seitenleitwerk und das Eiserne Kreuz der Fliegertruppe des deutschen Heeres am Rumpf.
Der erste Bombenangriff durch ein Flugboot erfolgte am 15. August 1914 auf Krstac, die ersten Geschwaderangriffe wurden am 23. Oktober 1914 nach Antivari geflogen. Der erste belegte Nachtangriff, für den die österreichischen Seeflieger bekannt wurden, wurde am 9. November 1914 ebenfalls gegen Antivari geflogen. Die in der Bucht von Cattaro stationierten Flieger griffen vor allem immer wieder die Bahnlinie Antivari – Virpazar an.
Das aus einem durch die Italiener eroberten österreichischen Flugboot gewonnene Wissen wurde in den italienischen Macci-Flugbooten verwertet, die dann ab dem Herbst 1915 zum Einsatz gelangten.
Eine der Aufgaben der österreichischen Marineflieger war die Abwehr feindlicher Luftschiffe, die österreichische Küstenstädte bombardierten. So wurde am 5. Juni die „Citta di Ferrara“ zum Absturz gebracht. Bis auf zwei Mann konnte die Besatzung durch österreichische Torpedoboote gerettet werden. Außerdem wurden die k. u. k. Seeflieger mit Erkundungs- und Aufklärungsflügen beauftragt sowie mit Angriffen auf feindliche Objekte und Truppen, der Verfolgung feindlicher U-Boote und der Verteidigung eigener Häfen und Einheiten.
So wurde am 15. September 1916 das französische U-Boot Foucault durch die beiden Lohner-Flugboote L132 (Pilot Dimitrije Konjović, Beobachter Maximilian Sewera) und L135 (Pilot Walter Zelezny, Beobachter Otto Freiherr von Klimburg) vor Castellastua durch zwei Bombenwürfe versenkt. Es war dies das erste U-Boot in der Seekriegsgeschichte, das auf hoher See durch einen Luftangriff versenkt wurde. Die Besatzung von 28 Mann wurde durch die beiden Flugboote vor dem Ertrinken bewahrt – die Maschinen wasserten und ermöglichten es der französischen Besatzung, sich an den Schwimmern der Flugboote festzuhalten – und wurde danach von einem herbeigerufenen Torpedoboot gerettet.
Die Seeflieger unterstützten aber auch die Bodentruppen während der Isonzo-Schlachten.
Zu den Stützpunkten der Seeflieger entlang der Adriaküste kam im Oktober 1915 in Keszthely am Plattensee in Ungarn noch eine Seeflugstation zur Werksabnahme neuer Flugzeuge und um diese einzufliegen. Ende November 1915 verfügten die k.u.k. Seestreitkräfte über 65 Marineflugzeuge.

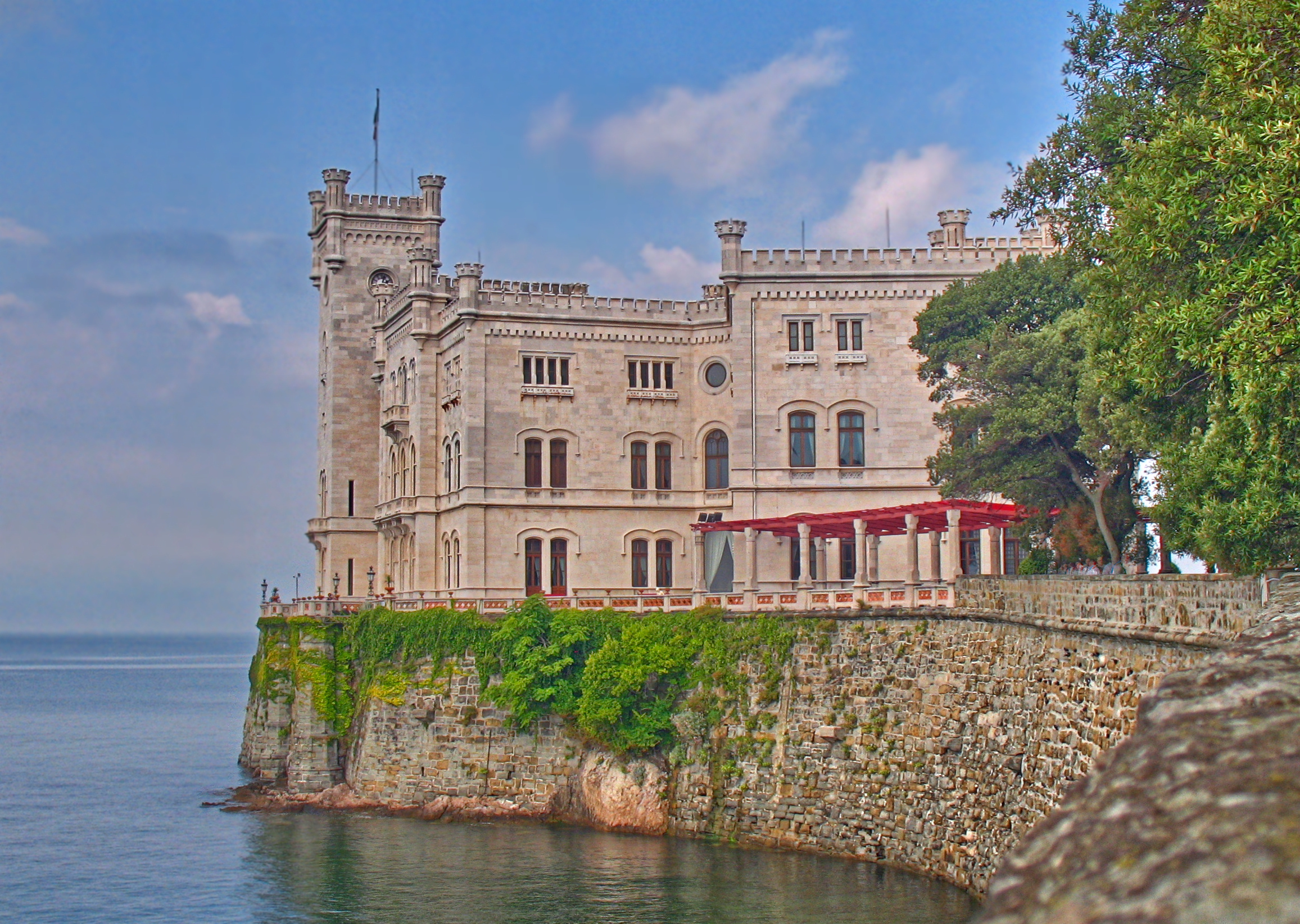
Schloss Miramare

Die steigende Zahl italienischer Bombenangriffe führte zu Überlegungen über die Konstruktion spezieller Jagdflugboote. Für Linienschiffsleutnant Gottfried von Banfield, der als einer der erfolgreichsten österreichischen Fliegerasse des Ersten Weltkrieges als „Adler von Triest“ bekannt wurde, wurde ein Prototyp konstruiert, der aber nicht in Serie produziert wurde. Man griff auf das von Ernst Heinkel entwickelte Flugboot Hansa-Brandenburg CC zurück, von dem die Marineverwaltung 40 Maschinen kaufte.
Linienschiffsleutnant Gottfried von Banfield errang am 31. Mai 1917 den ersten Luftsieg bei Nacht in der Luftkriegsgeschichte. Um 22:30 Uhr zwang er ein italienisches Seeflugboot in der Nähe von Schloss Miramare zur Landung.
Gegen Kriegsende wurden die österreichischen Seeflieger immer mehr in die Defensive gedrängt. Zwei Quellen deuten darauf hin, dass die Seeflieger so wie die Donauflottille 1918 in Odessa am Schwarzen Meer eingesetzt waren, ausreichend belegt ist (Stand wann?) dies aber nicht. Zwischen 1915 und 1918 wurden 1.063 Einsätze geflogen, darunter 463 Bombenangriffe und 157 Luftkämpfe.
65 Mann gerieten in Gefangenschaft – acht davon gelang die Flucht. 510 Offiziere und Mannschaften – jeder dritte Pilot – starben im Flugdienst. Mit dem Ende der Monarchie endete auch die Geschichte des k. u. k. Seeflugwesens. Über das Ende der Seeflieger ist nichts bekannt; vermutlich wurden die Flugzeuge zerstört.

### U-Boote (1909–1919)
Zwischen 1907 und 1910 wurden drei Unterseeboote verschiedener Typen (Simon Lake, Germania, John Philip Holland) gebaut, um die für die Zwecke Österreich-Ungarns beste Bauart zu ermitteln und in größerer Stückzahl zu bauen. Gedacht waren sie als Küstenboote für die Adria.
Während des Krieges wurden die U-Boote in der Whitehead-Werft in Fiume gebaut, kamen von der Germaniawerft in Kiel oder auch von einer Werft in Budapest – in beiden Fällen zerlegt per Eisenbahn, um im Seearsenal Pola zusammengebaut zu werden.

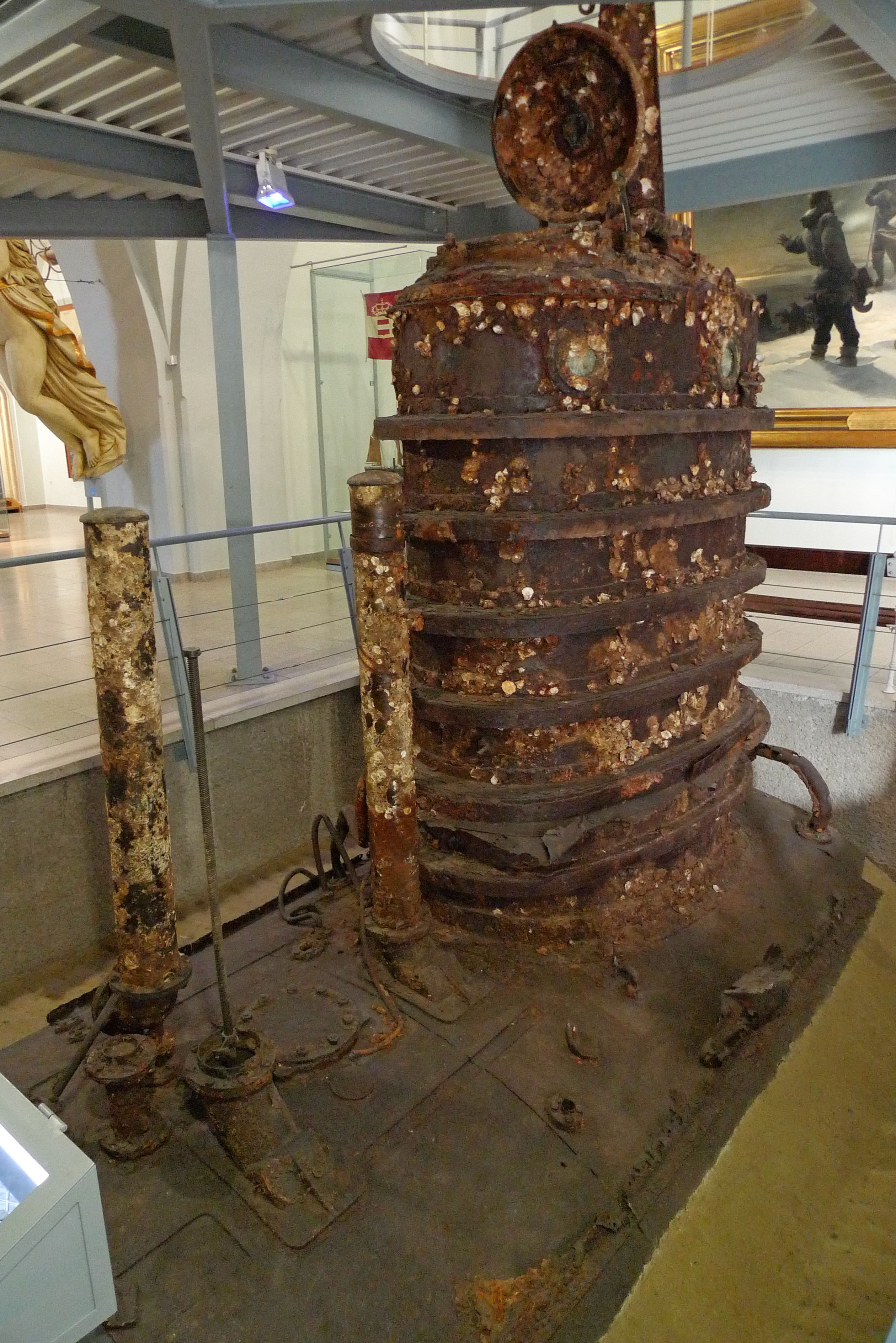
Turm von U-20 im Heeresgeschichtlichen Museum

Zu Beginn des Ersten Weltkrieges wurden die Unterseeboote von der Unterseebootstation Pola im Zentralkriegshafen in den Hafen von Brioni verlegt. In den dort leer stehenden Hotels durften Offiziere und Teile der Mannschaften kostenlos einquartiert werden. Ebenfalls in Pola stationiert war eine Unterseebootsflottille der deutschen Kaiserlichen Marine. Deren Einsatzgebiet war das westliche Mittelmeer, während den U-Booten der Donaumonarchie der Ostteil zugewiesen worden war.
Die erste Kriegshandlung der k.u.k. Unterseeboote fand am 28. November 1914 statt, als S.M. U 4 das Segelschiff Fiore del Mare aus dem verfeindeten Albanien aufbrachte.
1914 versuchte das französische U-Boot Curie in den Hauptkriegshafen von Pola einzudringen und dort mit sieben Torpedos die k.u.k. Kriegsflotte anzugreifen, scheiterte aber an der Netzsperre und sank am 20. Dezember 1914. Nachdem die österreichische Flotte das Boot gehoben und wieder instand gesetzt hatte, wurde es am 7. Februar 1915 in S.M. U 14 umbenannt und am 1. Juni 1915 offiziell in Dienst gestellt. Am 10. Juli lief S.M. U 14 (ex Curie) zu ihrem ersten Einsatz aus. Bei einem solchen Einsatz wäre dieses Boot beinahe von einem anderen österreichischen U-Boot als feindlich versenkt worden.
So, wie die Curie in den Hafen von Pola einzudringen versuchte, wollte U-12 unter dem Linienschiffsleutnant Egon Lerch in den Hafen von Venedig einlaufen. Am 8. August 1915 wurde das Unterseeboot durch eine Mine versenkt. Die gesamte Mannschaft kam dabei ums Leben. Nachdem das Wrack durch die Italiener gehoben worden war, wurden die Toten auf der Friedhofsinsel San Michele in Venedig beigesetzt.
Als größtes feindliches Kriegsschiff wurde der französische Panzerkreuzer Léon Gambetta am 27. April 1915 durch U-5 (Kommandant: Georg Ludwig von Trapp) versenkt, nachdem am 21. Dezember 1914 U-12 das französische Schlachtschiff Jean Bart durch einen Torpedotreffer schwer beschädigt hatte. Georg Ritter von Trapp versenkte außerdem noch am 5. August 1915 mit U-5 das italienische U-Boot Nereide. Als am 18. Juli 1915 der italienische Panzerkreuzer Giuseppe Garibaldi die Eisenbahnlinie Ragusa-Cattaro an der dalmatinischen Küste beschoss, konnte U-4 eingreifen und das Schiff versenken. Am 11. Juni 1917 beschädigte U-27 vor Kreta durch einen Torpedotreffer am Bug den japanischen Zerstörer Sakaki schwer und setzte diesen monatelang außer Gefecht. U-14 versenkte am 29. August 1917 den zivilen italienischen Dampfer Milazzo.
Am 6. Juli 1918 wurde U 20 von einem italienischen Unterseeboot nahe der Mündung des Tagliamento durch einen Torpedotreffer versenkt. 1962 wurde das Wrack gehoben. Der Propeller befindet sich in Privatbesitz, der Turm sowie einige andere Fundstücke befinden sich im Heeresgeschichtlichen Museum im Wiener Arsenal und können dort besichtigt werden. Ebenso ist eine k.u.k. Kriegsflagge des Unterseebootes U-12 ausgestellt.
In der k.u.k. Kriegsmarine wurden insgesamt 27 U-Boote in Dienst gestellt, bei Kriegsende befanden sich 12 im Bau. 7 U-Boote gingen bei Einsätzen verloren.
Ein U-Boot-Motor, Typ MAN, ist im Technik-Museum in Sinsheim zu besichtigen.
Mit dem Ende der Donaumonarchie endete auch die Geschichte der k. u. k. Unterseeboote.

## Fluss- und Seeschifffahrt

### Donauflottille
Aufgabe der Donauflottille war die militärische Kontrolle der Donau, des Hauptstroms des österreichischen Kaiserreichs, und deren schiffbarer Nebenflüsse. Im Kampf gegen die Ungarn und Türken war ihre Aufgabe der Schutz des über die Donau transportierten Nachschubs für die habsburgische Armee. Hauptstützpunkt der Donauflottille war das Kaiserliche Arsenal in Wien.

#### Vor dem österreichisch-ungarischen Ausgleich
Für das Jahr 1514 wird eine Stärke von 148 Schiffen mit 2.500 Hakenbüchsen (Arkebusen) unter dem Kommando von Jeronimus von Zara genannt.
Der Aufbau einer Kriegsflotte für die Donau nahm erst 1526 nach der Schlacht von Mohács – das ungarische Heer wurde von der osmanischen Armee vernichtend geschlagen – Fahrt auf. Dabei orientierten sich die Habsburger an den „welschen Schiffen“, wie sie in der Adria im Einsatz standen. Das waren kleinere Hochseeschiffe mit vielen Segeln, einem hohen Aufbau und an die hundert Ruderern.
1529, bei der ersten Wiener Türkenbelagerung, kamen die ersten Schiffe nicht zum Einsatz. Die italienischen Matrosen flohen, und die vor Wien ankernden Schiffe wurden schnell verbrannt, damit sie den Türken nicht in die Hände fallen konnten. Nun verlegte man sich auf etwas kleinere Galeeren. Aber auch diese waren für die Donau überdimensioniert. Sie waren mit bis zu 60 Kanonen bestückt und hatten einen Tiefgang von bis zu zwei Metern. Für die Ruderarbeit wurden Sträflinge eingesetzt, dazu kamen die Seeleute und die Besatzung. Die Schiffe waren für die Fahrt stromaufwärts nicht geeignet; sie wurden an den Zielorten zu Brennholz verarbeitet.
Der Bau einer neuen Donauflottille mit Schiffen mit bis zu 40 Geschützen durch den von Kaiser Leopold I. beauftragten Marquis de Fleury scheiterte. So wurden im Auftrag von Kaiser Karl VI. zwischen 1716 und 1718 zehn große Schiffe mit bis zu 64 Kanonen gebaut. Zehn Jahre später folgten vier weitere große Schiffe. Alle strandeten und den Verantwortlichen wurde klar, dass die Donau für große Schiffe ungeeignet war.
Der nachfolgende Schiffstyp wurde „Tschaike“ genannt und war ruder- und segelfähig. Zu deren Bedienung wurden zwei ständige Tschaikisten-Kompanien aufgestellt, denen 1764 zwei weitere folgten. Ab 1769 wurde dieses Bataillon nach dem Standort des Stabes in Titl im Banat „Titler Bataillon“ benannt. Ursprünglich wurden die Schiffsgeschütze durch Artilleristen bedient, später übernahmen auch dies die Tschaikisten. 1806 hatte das Titler Bataillon eine Mannschaftsstärke von 1.200 Mann. Wichtigster Stützpunkt für diese kleinen Schiffe, die bei der Belagerung von türkischen Festungen an Donau und Save eine wichtige Hilfe waren, war damals die Festung Komorn in Ungarn, wo schadhafte Schiffe ausgebessert und neue gebaut wurden. Eine wichtige Werft für Tschaiken war unter anderem die Schiffswerft Klosterneuburg. Sie versorgte auch das an der ungarischen Theißmündung stationierte Tschaikistenbataillon ständig mit neuen Schiffen.
Nach der fast vollständigen Eroberung Ungarns verlor die Donauflottille an Bedeutung. Der Hauptstützpunkt wurde an die Südgrenze verlegt, wohin aber nur ein Teil der Mannschaft folgte. 1763 wurde unter Oberst Mathias Mathesen ein neues Bataillon in Titl errichtet, das dem jeweiligen Oberbefehlshaber der Militärgrenze unterstellt war. Im Einsatz waren diese Tschaiken bis mindestens 1830.
Der erste versuchsweise Einsatz eines Dampfschiffs auf der Donau erfolgte im Jahr 1817. 1831 begann die Erste Donau-Dampfschiffahrts-Gesellschaft (DDSG) einen regelmäßigen Dampfschiffbetrieb.
Im Zuge der Revolution 1848 kaufte die ungarische Regierung von der DDSG das Dampfschiff Franz I. und ließ es umbauen und bewaffnen. Am 25. Juli wurde die Besatzung angelobt. Am 19. August 1848 wurde dieses Schiff in Kämpfe mit Kroaten verwickelt und am 13. Oktober 1848 kam es bis Hainburg. Der frühe Wintereinbruch zwang es am 18. November 1848 in die DDSG-Werft in Alt-Ofen. Ein Angriff kaiserlicher Truppen unter Alfred I. Fürst zu Windisch-Graetz im Winter 1848/1849 führte bis zur Theiß. Am 5. Jänner 1849 wurde der festsitzende Dampfer erobert, beschlagnahmt und in General Schlick umgetauft.
Im Frühjahr 1849 kam die General Schlick nach Wien. Trotz des Friedens nach dem Sieg über Ungarn blieb die General Schlick bewaffnet und wurde das erste Schiff einer neuen Donauflottille.
Im Jahr 1850 wurde eine neue Donauflottille mit Stützpunkt in Pest aufgestellt. Das zweite Schiff dieser Donauflottille wurde am 31. Mai 1852 in Dienst gestellt. Die Dampfmaschine der Erzherzog Albrecht war während der Revolution von der damaligen ungarischen Regierung in England bestellt worden, konnte aber der Kampfhandlungen wegen nicht geliefert werden. Die Offiziers- und Unteroffiziersschule wurde ab 1853 in Klosterneuburg bei Wien eingerichtet. 1854 wurde die General Schlick außer Dienst gestellt und durch die Graf Schlick, gebaut in Klosterneuburg und 1859 in Dienst gestellt, ersetzt. Die Kaiserjacht Adler wurde mangels Bedarf 1860 in einen Kriegsdampfer umgebaut. Ein weiteres geplantes Schiff wurde dann doch nicht angeschafft.

#### Eingliederung in die k. u. k. Kriegsmarine

Grabstein des Korvettenkapitäns Max von Förster (Stabschef der Donauflottille)

1861 wurde die Führung der Donauflottille von der Kriegsmarine übernommen.
Dass 1864 Frankreich fünf moderne gepanzerte Kanonenboote, die den österreichischen Schiffen überlegen waren, an die Türkei lieferte, war für Österreich kein Hindernis, die Donauflottille 1866 zur Gänze aufzulösen und die Dampfer der DDSG zu verkaufen.
1871 wurde eine neue Donauflottille aufgestellt. Wichtigster Schiffstyp waren die sogenannten „Monitore“, die im amerikanischen Sezessionskrieg erstmals gebaut und eingesetzt worden waren. Benannt wurden diese Schiffe, die über Geschütze in drehbaren Türmen verfügten, nach Flüssen in Österreich und Ungarn (Leitha, Szamos, Körös, Temes (I), Bodrog, Enns, Inn, Sava und Bosna).
Unterstützt wurden sie von 14 Patrouillenbooten, die mit Kleinbuchstaben bezeichnet wurden (a, b, c, …) und einem Torpedoboot. Während des Ersten Weltkriegs kamen zusätzlich noch verschiedene Hilfsschiffe zum Einsatz (bewaffnete Dampfschiffe, Minenleger, Minenräumer, Traindampfer, Spitalschiffe, Wohnschiffe).
Eingesetzt wurde die Donauflottille erstmals bei der Okkupation von Bosnien-Herzegowina 1878.

#### Einsätze im Ersten Weltkrieg
Während des Ersten Weltkriegs führten die Schiffe der Donauflottille mangels Gegner zu Wasser einen Kampf gegen Ziele am Land durch. Serbien besaß keine Donauflotte und die starke rumänische Donauflottille vermied den Kampf mit der k. u. k. Flottille. Verluste an Menschen und Material erlitt die Flottille durch Artilleriebeschuss von Stellungen an Land und durch Seeminen.
Die Donau-Monitorgruppe gab in den Morgenstunden des 29. Juli 1914 in Belgrad die ersten Schüsse im Ersten Weltkrieg ab. Die Monitore konnten die Sprengung der Savebrücke nicht verhindern, wohingegen die Serben scheiterten, als sie die Brücke nicht vollständig zerstörten und de Einfahrt in die Save für die Donauflottille dadurch weiterhin offen blieb.
Am 11. August unternahm die Donauflottille die erste größere Kampfhandlung. Am 14. September beschossen Einheiten der Donauflottille Belgrad, wodurch in der alten Belgrader Festung Kalemegdan Munitionslager explodierten. Die erste, noch sehr primitive serbische Treibmine wurde am 19. Oktober 1914 aus der Donau gefischt und entschärft. Die Flotte versuchte sich mit improvisierten Schutzvorrichtungen vor den Minen zu schützen, was aber nicht immer gelang. Minen wurden aber auch von der Donauflottille selbst ausgebracht. Zwischen dem 12. und 15. Dezember 1914 besetzten Einheiten der Donauflottille und Heerestruppen Belgrad.
Hohen Besuch brachte der 17. April 1917, als eine spanische Offiziersmission unter General Burguete unter anderem die Donauflottille besichtigte, und am 20. April kamen zwei türkische Seeoffiziere zu Studienzwecken. Der deutsche Kaiser Wilhelm II. und der bulgarische Zar Ferdinand I. kamen am 21. September 1917 zu Besuch. Bei dieser Gelegenheit wurde der österreichische Korvettenkapitän von Förster, Stabschef der Donauflottille, durch Wilhelm II. eigenhändig mit dem Eisernen Kreuz 1. Klasse ausgezeichnet.
Am 22. September wurde der Monitor Inn durch einen Minentreffer stromaufwärts von Brăila versenkt. Korvettenkapitän von Förster kam dabei ums Leben. Die Inn wurde zwischen Oktober und November gehoben – interessierter Zuseher war Herzog Carl Eduard von Sachsen-Coburg und Gotha, der zu dieser Zeit die Flottille besuchte – und die Leiche von Korvettenkapitän von Förster geborgen. Er wurde auf dem Wiener Zentralfriedhof beigesetzt.
Den abenteuerlichsten Versuch, die Schiffe der Donauflottille zu bekämpfen, unternahm das russische Zarenreich. Drei speziell für die Flussverhältnisse der Donau konstruierte U-Boote wurden gebaut. Zum Einsatz kam lediglich eines davon und dieses wurde am 12. März 1918 fast unbeschädigt erbeutet. Der Plan, dieses U-Boot in die Adria zu schaffen und dort einzusetzen, scheiterte an der mangelnden Seetauglichkeit der Kriegsbeute.
Als nach dem Friedensvertrag von Brest-Litowsk aufgrund bolschewistischer Unruhen der von den Mittelmächten dringend benötigte Handel mit Kohle und Getreide über das Schwarze Meer nicht aufgenommen werden konnte, wurden am 10. April Schiffe der Donauflottille auf den Dnjepr verlegt. Ihr Auftrag war es, deutsche und österreichisch-ungarische Truppen, die seit Mitte März 1918 in Odessa und Nikolajew waren, zu unterstützen und zu schützen.
Am 12. September 1918 kehrte die erfolgreiche Donauflottille wieder in den Ausgangshafen Brăila zurück. Mit dem Ende der Donaumonarchie endete auch die Geschichte der k. u. k. Donauflottille.

#### Schicksal der Donauflottille
Am 13. November 1918 wurde Ungarn von den Kriegssiegern in der Militärkonvention von Belgrad aufgetragen, die in Budapest liegenden Monitore und eine große Zahl weiterer Schiffe abzugeben. Am 8. Dezember wurden fünf Monitore (Bosna, Sava, Enns, Temes (I), Körös) von einer eigens aufgestellten englischen Donauflottille beschlagnahmt und nach Belgrad überführt und instand gesetzt, um von der Marine des SHS-Staates eingesetzt werden zu können. Die Übergabe dieser Schiffe an die Serben erfolgte am 31. Dezember 1918.
Nach der Ausrufung der ungarischen Räterepublik unter Béla Kun am 21. März 1919 wurden zwei Monitore nach Budapest verlegt, um die von den Rotarmisten bedrohte alliierte Militärmission zu evakuieren (22.–24. März 1919).
Die in Budapest verbliebenen und bereits entwaffneten Kampfschiffe wurden von den Truppen Béla Kuns wieder einsatzbereit gemacht und teilweise auch in den Kämpfen gegen die Tschechen – diese hatten Oberungarn besetzt – eingesetzt.
Ende 1919 befanden sich alle Einheiten der ehemaligen k.u.k. Donauflottille unter alliierter Kontrolle.
Am 15. April 1920 genehmigte die Botschafterkonferenz der Alliierten die Aufteilung der ehemaligen Kampfschiffe:
- Österreich: Fogas, Csuka, Barsch, Stör (III)
- Ungarn: Wels, Compo, Viza, Lachs (II)
- Königreich SHS: Bodrog, Enns, Bosna
- Rumänien: Sava, Inn, Temes (I)
- Europäische Donaukommission: Maros, Leitha, Szamos, Körös (alle entwaffnet, um als Ponton genutzt zu werden.)

Allerdings fanden noch Änderungen in dieser Aufteilung statt, so dass Österreich endgültig die Schiffe Fogas, Compo, Barsch und Stör (III) erhielt, die am 28. Jänner 1921 in Wien eintrafen und innerhalb von vier Monaten in der Schiffswerft Korneuburg demobilisiert werden sollten.

#### Donauflottille nach 1918

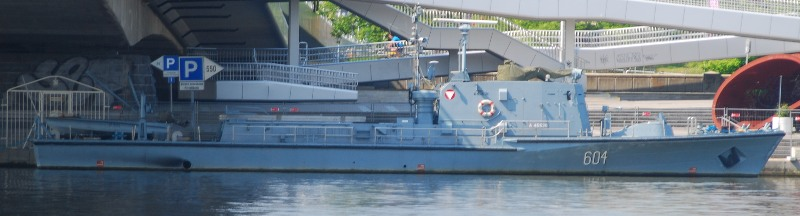
Ehemaliges Patrouillenboot Niederösterreich bei der Reichsbrücke in Wien

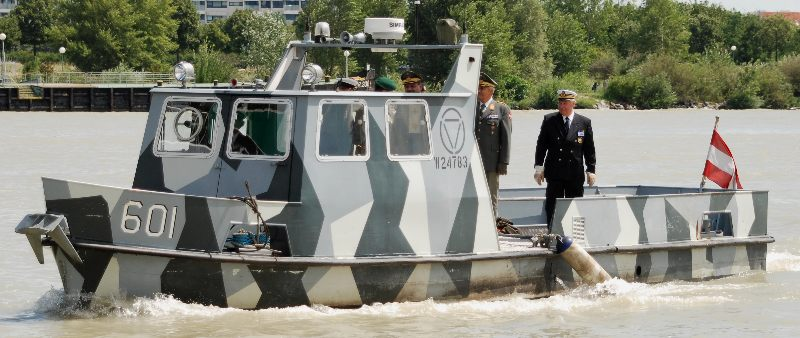
Ehemaliges Patrouillenboot Oberst Brecht bei der Reichsbrücke in Wien

Nach 1918 war Österreich ein Binnenland, das über keine Kriegsmarine mehr verfügte. Auf den später für das Bundesheer der Ersten, aber auch der Zweiten Republik angeschafften Booten versahen Pioniere des Bundesheers ihren Dienst.
Die vier von den Alliierten Österreich zugesprochenen Schiffe wurden später an Ungarn verkauft und dafür ein anderes Schiff erworben, das den Namen Birago erhielt.
Von österreichischen Werften wurden außerdem sechs 14-Tonnen-Boote gebaut (Drau, Enns, Krems, Mur, Salzach, Traun) sowie einige kleinere Boote, die auch die Nebenflüsse befahren konnten.
Nach dem Zweiten Weltkrieg sollte eine Patrouillenbootstaffel, bestehend aus neun Booten, angeschafft werden, um die Donau als internationale Wasserstraße zu sichern. Tatsächlich wurden in der Schiffswerft Korneuburg jedoch nur zwei erbaut und in Betrieb genommen: 1957 die 12,30 m lange Oberst Brecht (6 Mann Besatzung) und 1970 die 29,67 m lange Niederösterreich (73 t; Besatzung: 9 Mann). Zuletzt waren in der Marinekaserne Tegetthoff in Wien-Kuchelau nur noch die beiden vorgenannten Boote sowie einige sehr kleine Motorboote stationiert. Flottenhandbücher nennen für 2003 noch einen Personalbestand von zwei Offizieren (Bootskommandanten) und 30 weiteren Soldaten. Die beiden leicht bewaffneten Patrouillenboote stellten mit dem Einholen der Flagge am 1. August 2006 ihren Dienst im November 2006 endgültig ein. Beide Wachboote wurden dem Heeresgeschichtlichen Museum übergeben und lagen ein paar Jahre lang bei der Reichsbrücke in Wien als Leihgabe im Rahmen der Vereinstätigkeit der Marinekameradschaft Admiral Erzherzog Franz Ferdinand. Mittlerweile befinden sich die beiden Boote im Bereich der ehemaligen Werft Korneuburg, wo sie während der Sommermonate jeweils am ersten Sonntag im Monat von 09:00 – 12:00h besucht werden können (Außenstelle des HGM).
Seit 2006 werden die Patrouillenboote von der „Marinekameradschaft Admiral Erzherzog Franz Ferdinand“ gepflegt und in einsatzfähigen Zustand gehalten.

### Gardaseeflottille

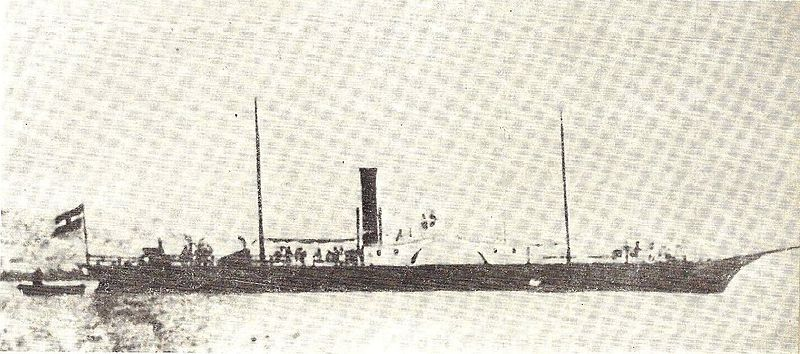
Raddampfer Franz Joseph der Gardaseeflottille

Die Existenz der Gardaseeflottille findet kaum irgendwo Erwähnung und ist dementsprechend wenig bekannt.
Gegründet wurde die Flottille auf dem Gardasee von Feldmarschall Josef Wenzel Graf Radetzky von Radetz zur Unterstützung seines Landheeres. Sie wurde unter der Führung des ersten Kommandanten Hauptmann Anton von Mollinary errichtet. 1860 wurde auch diese Flottille von der Kriegsmarine übernommen. Basis war der Ort Torri del Benaco.
Im Juni 1859 operierten die bewaffneten Raddampfer Franz Joseph, Benaco und Hess mit den Kanonenbooten gegen die piemontesisch-französischen Kräfte, die jedoch keine Schiffe auf dem See besaßen. Dabei ging die Benaco vor Salo am 20. Juni 1859 durch Beschuss einer piemontesischen Landbatterie verloren. Sie wurde danach von den Italienern gehoben. 1866 wurde die Benaco von den anderen österreichischen Raddampfern zurückerobert und 1866 mit ihnen an Italien abgetreten.
Nachdem Österreich vom Gardasee seit 1859 nur noch der nördliche und östliche Teil gehört hatte, kam es auch hier im Sommer 1866 im Dritten Italienischen Unabhängigkeitskrieg zu erneuten Kampfhandlungen zwischen den österreichischen Raddampfern SMS Franz Joseph und SMS Hess und sechs Kanonenbooten (u. a. Speiteufel, Wildfang, Scharfschütze) unter dem Kommando des Korvettenkapitäns Moritz Manfroni von Montfort und der italienischen Flottille, die Giuseppe Garibaldi unterstand.
Aufgabe der Flottille war es, österreichisches Gebiet zu verteidigen, eine italienische Landung zu verhindern, ein Vordringen der Italiener in den Süden der Grafschaft Tirol zu unterbinden, die einzige Uferstraße am Ostufer zu schützen und italienische Nachschubwege auf dem See zu behindern.
Zwei italienische Schiffe wurden gekapert und es kam zu einem Seegefecht mit dem italienischen (ehemals österreichischen) Dampfer Benaco. Am 25. Juli beschoss Manfroni italienische Infanterie, die auf dem Weg zur Stadt Riva am Gardasee war und sich daraufhin zurückzog. Manfroni gelang die Besetzung der Stadt kurz vor dem neuerlichen Anmarsch der Italiener.
Das Nordufer des Gardasees blieb bis zum Ende der Donaumonarchie österreichisch. Die Schiffe der Gardaseeflottille wurden 1866 an Italien verkauft. Die Hess und die Franz Joseph blieben unter den Namen RN Principe Oddone und RN San Marco bis 1880 im Dienst der italienischen Marine auf dem See. Die österreichische Gardaseeflottille wurde 1866 offenbar aufgelöst.

## Expeditionen

### Novara-Expedition
Zwischen dem 30. April 1857 und dem 26. August 1859 erfolgte zu Forschungszwecken die Weltumsegelung durch die SMS Novara, begleitet von der Korvette SMS Carolina. Besucht wurden dabei unter anderem Brasilien, China und Australien. In Valparaíso bekam man die Nachricht über einen möglichen Krieg zwischen Österreich und einem französisch-sardinischen Bündnis und beschloss, auf schnellstem Weg nach Österreich zurückzukehren. In Gibraltar wurde bekannt, dass Frankreich die Novara zum Schutz der wissenschaftlichen Exponate an Bord als „neutral“ erklärt hatte.

### Österreichisch-ungarische Nordpolexpedition
Julius Payer aus Österreich hatte 1870 eine wenig erfolgreiche Forschungsfahrt des Norddeutschen Bundes begleitet und fasste – ermutigt vom Kartographen und Geographen August Petermann – den Plan, unter österreichischem Kommando ebenfalls eine derartige Fahrt zu unternehmen.
Unter dem Kommando des Kaiserjägeroberleutnants Julius Payer und des Linienschiffsleutnants Carl Weyprecht begann – unterstützt von Erzherzog Rainer von Österreich (Kurator der Akademie der Wissenschaften), der Marinesektion und Johann Nepomuk Graf Wilczek – mit der eigens in Bremerhaven gebauten „SMS Tegetthoff“ am 13. Juni 1872 die Österreichisch-Ungarische Nordpolexpedition, die Rückkehr erfolgte 1874. Ein Mann war während der abenteuerlichen und gefährlichen Reise, in deren Verlauf das Schiff aufgegeben werden musste, gestorben (der Maschinist Ota Kříž). Entdeckt wurde die Inselgruppe des Franz-Joseph-Landes (da für Österreich-Ungarn in keiner Weise von Nutzen, dem Zarenreich überlassen). Auf Karten eingetragene Namen sind „Kap Wien“, „Kap Tegetthoff“, „Kronprinz Rudolf-Insel“, „Wilczek-Insel“ und weitere.

### S.M.S. Zrinyi in Ostasien
Die Schraubenkorvette „Zrinyi“ (benannt nach dem Banus von Kroatien Miklos Zrinyi, 1508–1566) wurde vom Stabilimento Tecnico Triestino (STT) 1869–1871 gebaut. Der Stapellauf erfolgte am 10. Dezember 1870.
(Der Stapellauf des gleichnamigen Schlachtschiffes erfolgte am 12. April 1910 ebenfalls in der Triestiner Werft des STT.)
Eine der erwähnten „Missionsfahrten“ führte die Korvette Zrinyi unter dem Kommandanten k.u.k. Korvettenkapitän Wladimir Khittel 1890/1891 nach Ostasien. Die Fahrt führte über Aden nach Singapur und Shanghai den Jangtsekiang aufwärts bis Nanjing und Hankow. Der Jangtsekiang wurde skizziert und kartiert und die Festungsanlagen der Siedlungen zu beiden Seiten des Stroms beschrieben – Arbeiten, die während der Kämpfe des Boxeraufstands eine große Hilfe sein sollten.
Literatur: Wladimir Aichelburg, Register der k.(u.)k. Kriegsschiffe, Wien-Graz 2002.
Über diese Fahrt berichtet das Buch Die Reise S.M. Schiffes ‚Zrinyi‘ nach Ost-Asien: Yang-tse-kiang u. Gelbes Meer 1890–1891 von Jerolim Benko von Boinik ebenso wie ein weiteres über die „Reise S.M. Schiffes ‚Zrinyi‘ über Malta, Tanger und Teneriffa nach Westindien in den Jahren 1885 und 1886 […] mit Zugrundelegung der Berichte des Schiffscommandanten, […]“

### Tiefsee-Expeditionen
In den Jahren 1890 bis 1898 unternahm das Transportschiff SMS Pola sieben Tiefsee-Expeditionen ins östliche Mittelmeer, in die Adria und das Rote Meer. Ziel war eine umfassende Bestandsaufnahme der topographischen, physikalischen, chemischen und biologischen Verhältnisse.

## Flaggen
Die Schiffe der römisch-deutschen Kaiser trugen ursprünglich die Kaiserflagge mit dem doppelköpfigen Reichsadler auf gelbem Grund und mit schwarzen Randzacken.
1730 bestimmte Kaiser Karl VI., dass der Admiral, der Vizeadmiral und der Konteradmiral die Kaiserflagge an Großmast, Fockmast bzw. Besanmast führen sollten, die Kommandanten eines Geschwaders einen Stander, die Kapitäne einen Wimpel (je am Großmast).

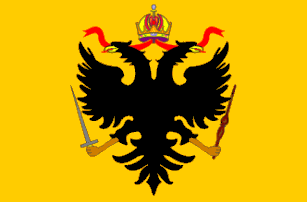
Kaiserliche („toskanische“) Marineflagge

Seit der Krönung Franz Stephans zum Kaiser 1745 verwendeten die Schiffe der von ihm beherrschten Toskana als Kaiserflagge eine gelbe Flagge, in der Mitte war der doppelköpfige Adler mit Kaiserkrone, Schwert und Zepter zu sehen. Maria Theresia führte 1748 eine abgewandelte Version für die von ihr beherrschte Habsburgermonarchie (ohne Schwert und Zepter, mit der Stephanskrone) ein, was jedoch nicht umgesetzt wurde. Stattdessen verwendeten auch die Kriegsschiffe in Triest die kaiserliche („toskanische“) Flagge ihres Mannes.
Kaiser Joseph II. führte 1786 neue Flaggen ein, welche nur für die Erbländer gelten sollten und für Kriegs- und Handelsschiffe identisch war.
Die rot-weiß-rote Flagge zeigte goldumrandet das österreichische Wappen und die römisch-deutsche Kaiserkrone. Nach der Niederlegung der römisch-deutschen Kaiserwürde durch Kaiser Franz I. 1806 wurde diese Krone durch eine geschlossene Krone ersetzt.
Um die Anwesenheit eines Mitglieds des Kaiserhauses an Bord zu signalisieren, wurde seit der Änderung der Flaggen durch Kaiser Joseph II. die schon 1687 verwendete „Kaiserflagge“ als „Standarte“ geführt.
Wie in allen Marinen gab es auch in der k. u. k. Kriegsmarine eine Vielzahl von Dienst-, Rang- und Kommandoflaggen.
Die rot-weiß-rote Flagge wurde von allen Schiffen, Seebehörden und Häfen der Monarchie geführt. Das letzte Mal eingeholt wurde sie am 30. Oktober 1918 auf dem Flaggschiff Viribus Unitis und einen Tag später auf der Flottenbasis Cattaro. Dort erfolgte das Niederholen, wie auch das anschließende Hissen der kroatischen Flagge, feierlich mit Hymnen und Flaggensalut.

## Chargen

Rangabzeichen der Offiziere und Beamten, 1898.

Rangabzeichen der Unteroffizieren und Matrosen, 1898.

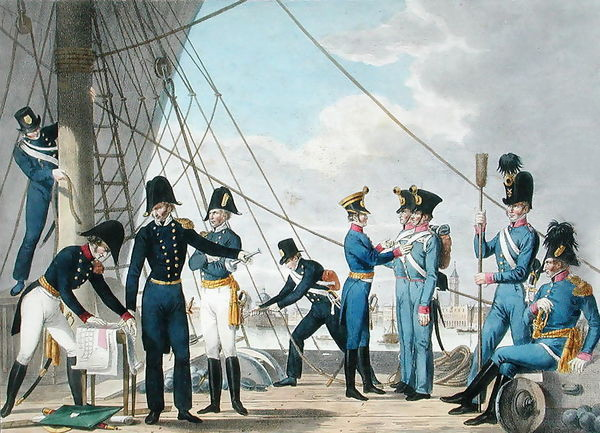
Uniformen für Matrosen und Seeoffiziere um 1820

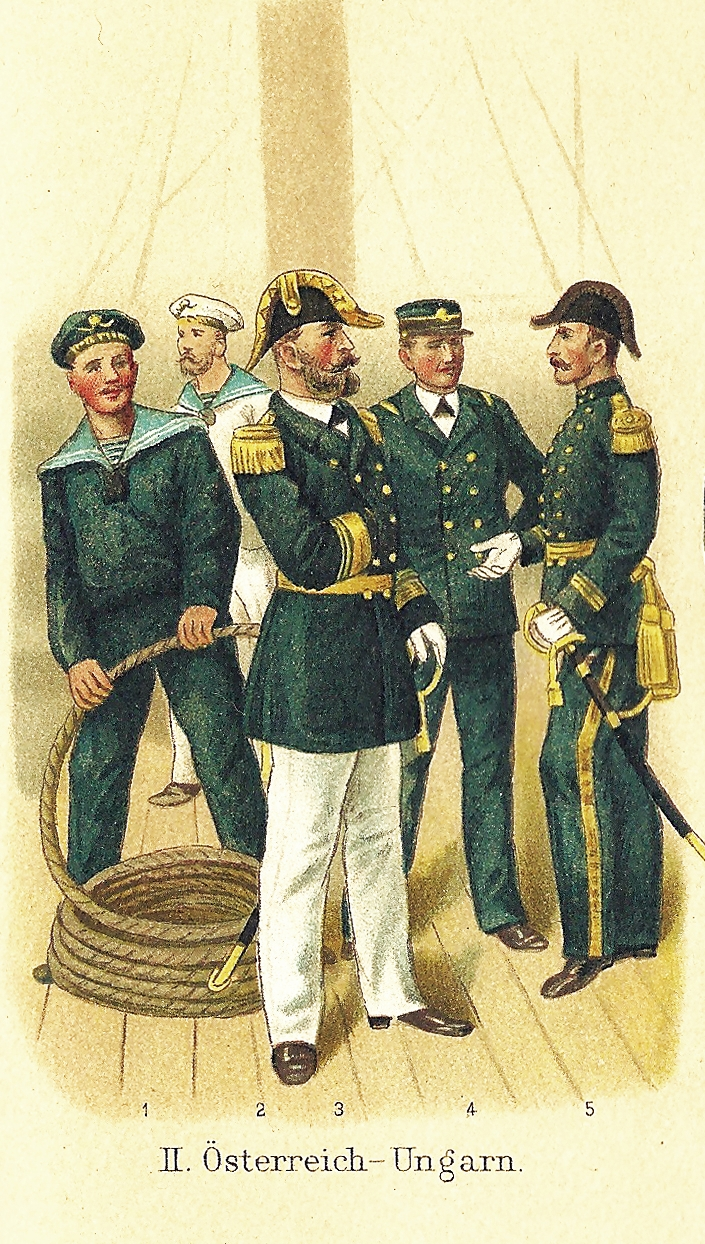
Uniformen für Matrosen und Seeoffiziere um 1890

Folgend die Dienstgrade bei der k. u. k. Kriegsmarine zu Beginn des 20. Jahrhunderts in absteigender Reihenfolge von der höchsten Dienstgradgruppe der Admirale bis zur niedrigsten Chargengruppe der Mannschaft. Wie alles andere unterlagen auch diese Bezeichnungen der Veränderung.
1. Admiräle:
  1. Großadmiral (1916 an Adm. Anton Haus verliehen; ranggleich mit dem Generaloberst[26])
  2. Admiral
  3. Viceadmiral
  4. Kontreadmiral
2. Stabsoffiziere:
  1. Linienschiffskapitän (auch: Schiffskapitän)
  2. Fregattenkapitän
  3. Korvettenkapitän
3. Oberoffiziere:
  1. Linienschiffsleutnant (auch: Schiffsleutnant, entsprach dem Hauptmann 1. Klasse der Armee)
  2. Fregattenleutnant (1859/60–1908): Linienschiffsfähnrich[27] bzw. Schiffsfähnrich. Entsprach anfangs dem Hauptmann 2. Klasse, dann dem Oberleutnant des Heeres. Mit der Charge wurden seit 1859 die bestqualifiziertesten Absolventen der k.u.k. Marineakademie ausgemustert. Seit 1908 galt das für alle Absolventen der k.u.k. Marineakademie
  3. Korvettenleutnant (seit 1916, Reservedienstgrad für Zivilseeleute mit einem Jahr Dienstzeit in der k.k. Kriegsmarine.) Berufsoffiziere der Kriegsmarine durchliefen diesen Dienstgrad nicht. Er entsprach dem Leutnant der Armee

Der Fregatten-Lieutenant war bereits bis 1860 eine Charge der Kriegsmarine gewesen. Damals entsprach der Rang dem Hauptmann 2. Classe. Ihn ersetzte der Linienschiffs-Lieutenant II. Classe. Mit dem Fregatten-Lieutenant abgeschafft worden war der Fregatten-Fähnrich. Er war bis 1859/1860 höchster Absolventendienstgrad der k.u.k. Marineakademie gewesen. Der Fregatten-Fähnrich hatte hinter dem Linienschiffs-Fähnrich rangiert und dem Unterleutnant/Leutnant der Armee entsprochen.
1. Offizieranwärter
  1. Seefähnrich (Seekadett nach bestandenem Offiziersexamen; bis 1908: Seekadett 1. Klasse): ranggleich mit dem Fähnrich des Heeres, bis 1908 mit dem Kadett-Offiziersstellvertreter, doch bereits goldene Ärmeltressen des Seeoffiziers, analog dem späteren Korvettenleutnant
  2. Seekadett (Seeaspirant nach bestandener Prüfung zum Seekadetten; bis 1908: Seekadett 2. Klasse[27], bis 1869: Seekadett, bis 1859: Marinekadett[31]), rangierte ebenfalls mit dem Fähnrich des Heeres
  3. See-Eleve 1. Klasse (Zögling und (Ober-)Realschulabsolvent), nach sechs Monaten Kursus Beförderung zum Seekadetten
  4. See-Eleve 2. Klasse (Zögling), nach drei Jahren Kursus Beförderung zum Seekadetten
  5. Seeaspirant
2. Höhere Unteroffiziere:
  1. Oberstabsbootsmann, Stabstelegraphenmeister usw. (bis 1908: Oberbootsmann usw., seit 1914 die vor 1908 verabschiedete Reservisten aber Oberbootsmann 1. Klasse)
  2. Stabsbootsmann, Stabsgeschützmeister usw. (bis 1908: Bootsmann usw., seit 1914 die vor 1908 verabschiedete Reservisten aber Oberbootsmann 2. Klasse)
  3. Unterbootsmann, Untergeschützmeister, Untertelegraphenmeister usw. (seit 1914 Bootsmann, Geschützmeister usw.). Die wiederholten Umbenennungen der Bootsmann-Dienstgrade sorgen in der Rückschau für Verwirrung. 1908 ersetzten Stabsbootsmann und Oberstabsbootsmann die Dienstgrade Bootsmann und Oberbootsmann alter Art. Die vor diesem Zeitpunkt in die Reserve übergetretenen Boots-/Oberbootsleute behielten ihre bisherige Dienstgradbezeichnungen vorerst bei. Die Umbenennung des Unterbootsmanns in Bootsmann im Jahr 1914 machte es jedoch notwendig, die Boots-/Oberbootsleute alter Art umzubenennen in Oberbootsmann 1. bzw. 2. Klasse. Die nach 1908 in die Reserve übergetretenen Marineunteroffiziere rangierten dagegen als Stabs-/Oberstabsbootsleute. Die Rangabzeichen waren identisch.
3. Niedere Unteroffiziere und Matrosen
  1. Bootsmannsmaat, Geschützmaat, Elektromaat usw.
  2. Quartiermeister, Marsgast, Telegraphengast, Oberheizer usw.
  3. Matrose 1. Klasse, Telegraphenmatrose 1. Klasse, Heizer usw. 1. Klasse
  4. Matrose 2. Klasse, Telegraphenmatrose 2. Klasse, Heizer usw. 2. Klasse

## Adjustierung
Die Adjustierung der Seeoffiziere folgte dem international üblichen Brauch, mit dunkelblauem Flottenrock sowie Hut („Zweispitz“) oder Schirmmütze (Marinekappe). Flaggenoffiziere (Admirale) trugen entlang der Ärmelaufschläge eine umlaufende breite goldene Admiralsborte, der Conte-Admiral zunächst ohne zusätzliches, dann mit einem schmalen Börtchen darüber. Analog der Viceadmiral mit zunächst einem, dann zwei zusätzlichen schmalen Börtchen; der Admiral mit zwei bzw. drei schmalen Börtchen. Später ersetzen ein bis drei acht-spitzige Sterne die schmalen Börten (bei Admiral in Pyramidenform). 1908 wurden die schmalen Börtchen erneut Vorschrift, doch das oberste jeweils mit Elliotsauge und darüber eine Goldkrone. Die Stabsoffiziere (Kapitäne) trugen an den Ärmelenden je eine umlaufende goldene mittelbreite Stabsoffiziersborte mit bis zu zwei schmalen Borten darüber, seit 1908 das oberste mit Elliotsauge, doch ohne Krone darüber. Die Oberoffiziere zwei bis drei schmale Goldborten, seit 1908 die oberste mit Elliotsauge. Der 1916 eingeführte Großadmiral führte vier schmale Goldborten, der im gleichen Jahr etatisierte Korvettenleutnant trug die einfache Ärmelborte des Seefähnrichs, mit Elliotsauge.
Den Fregattenleutnant kennzeichneten bis 1860 und wieder ab 1908 je zwei schmale Goldborten an den Unterärmeln. Die beiden schmalen Goldborten übernahm vorübergehend der Linienschiffs-Leutnant, bevor er wieder zu drei schmalen Goldborten zurückkehrte. Der Linienschiffsfähnrich trug stets eine Borte, der 1860 zeitgleich mit dem Fregattenleutnant abgeschaffte Fregattenfähnrich besaß keine Ärmelborten.
Seekadetten (1. Klasse) / Seefähnriche kennzeichneten zwei Goldbördchen senkrecht zum Ärmelaufschlag, seit 1908 aber eine längs des Ärmelaufschlags umlaufende schmale Borte mit Elliotsauge. Die Seekadetten (2. Klasse) waren an einer 9 cm langen Borte mit Elliotsauge erkennbar. Seeaspiranten ohne Ärmelbörtchen, zur großen Uniform aber fransenlose Epauletten, sonst nur goldene Epauletten(halter)schleifen.
Zur großen Dienstuniform alle Offiziere und Anwärter den Flottenrock mit Epauletten: Flaggenoffiziere und Stabsoffiziere mit Goldbouillons. Flaggenoffiziere das Epaulettenfeld mit bis zu drei Sternen unter einer Krone (bei Großadmiral drei Sterne im Lorbeerkranz), Stabsoffiziere einheitlich statt der Sterne unklarer Anker unter der Krone. Oberoffiziere ebenso, doch dünne Fransen statt Bouillons. Seefähnrich, Seekadett und Seeaspirant die Epauletten ohne Fransen.
Die drei Bootsmann-Chargen (alle dem Feldwebel gleich stehend) trugen eine den Seeoffizieren ähnliche Adjustierung, mit Flottenrock, Marinekappe und Marinesäbel. Chargenabzeichen waren bis zu drei um die Ärmelaufschläge reichende schmale gelbseidene Börtchen. Seit 1907/08 bei Bootsmann/Stabsbootsmann und Oberbootsmann/Oberstabsbootsmann (beide zählten zu den Gagisten ohne Rangklasse) stattdessen zwei bzw. drei etwas breitere, 11 cm lange dessinierte Goldbörtchen, die vorne mit einem kleinen Marineknopf abschlossen. Der Unterbootsmann erhielt später ebenfalls ein Goldbörtchen gleicher Machart.
Die niederen Unteroffiziere und Matrosen-Chargen legten den Matrosenanzug an, mit weißen oder blauem Hemd (Sommer/Winter) und schirmloser Matrosenkappe, deren schwarzes Seidenband hinten in zwei frei hängenden Enden auslief. Die Chargen markierten bis zu drei weiße, sechs-spitzige Sterne in den beiden Ecken des Umschlagkragens.

## Kommandanten der k. u. k. Kriegsmarine

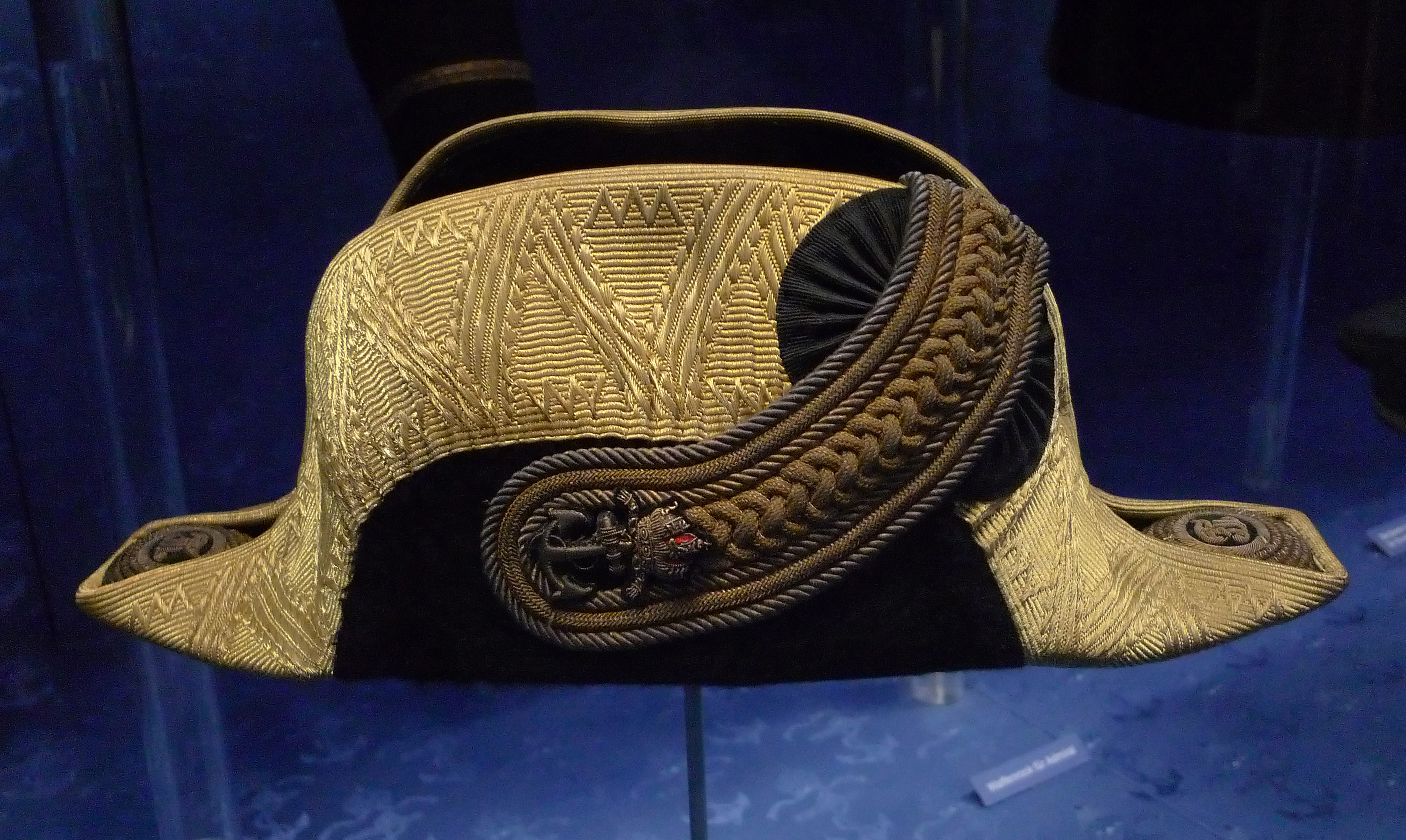
Marinehut für Flaggoffiziere, Heeresgeschichtliches Museum Wien.

Die folgenden Abschnitte enthalten eine Übersicht über alle Marine- und Flottenkommandanten (gab es nur im Ersten Weltkrieg) der k. u. k. Kriegsmarine sowie über die Chefs der Marinesektion im k.u.k. Kriegsministerium.
Bedeutende Kommandanten der österreichisch-ungarischen Kriegsmarine waren:
- Ferdinand Maximilian, Bruder von Kaiser Franz Joseph I. und 1864–1867 Kaiser von Mexiko
- Wilhelm von Tegetthoff, Oberbefehlshaber während der Seeschlacht von Lissa
- Miklós Horthy, letzter Flottenkommandant und danach Reichsverweser von Ungarn

### Marinekommandanten
Der Marinekommandant war in der k.u.k. Kriegsmarine die höchste militärische Dienststellung. Er war der De-facto-Oberbefehlshaber der Marine unter dem Kaiser und König als Oberbefehlshaber de jure.
| Name                               | Dienstgrad          | Beginn der Berufung | Ende der Berufung |
| ---------------------------------- | ------------------- | ------------------- | ----------------- |
| Ludwig von Fautz                   | Vizeadmiral         | 1861                | Juni 1865         |
| Wilhelm von Tegetthoff             | Vizeadmiral         | Juli 1865           | April 1871        |
| Friedrich von Pöck                 | Admiral             | April 1871          | November 1883     |
| Maximilian Daublebsky von Sterneck | Admiral             | November 1883       | Dezember 1897     |
| Hermann von Spaun                  | Admiral             | Dezember 1897       | November 1904     |
| Rudolf Graf Montecuccoli           | Admiral             | November 1904       | Februar 1913      |
| Anton Haus                         | Admiral/Großadmiral | Februar 1913        | Februar 1917      |
| Maximilian Njegovan                | Admiral             | April 1917          | Februar 1918      |
| Miklós Horthy                      | Vizeadmiral         | März 1918           | Oktober 1918      |

### Flottenkommandant (1914–1918)
Der Flottenkommandant war im Ersten Weltkrieg der Befehlshaber der gesamten mobilisierten Flotte.
| Name                | Dienstgrad                | Beginn der Berufung | Ende der Berufung |
| ------------------- | ------------------------- | ------------------- | ----------------- |
| Anton Haus          | Admiral/Großadmiral       | Juli 1914           | Februar 1917      |
| Maximilian Njegovan | Admiral                   | Februar 1917        | Februar 1918      |
| Miklós Horthy       | Konteradmiral/Vizeadmiral | März 1918           | Oktober 1918      |

### Chefs der Marinesektion des Kriegsministeriums
Der Chef der Marinesektion des Reichskriegsministeriums, seit 1911 des k.u.k. Kriegsministeriums, war der oberste Verwaltungschef der Marineabteilung (Sektion) des Reichskriegsministeriums. Er war stets ein Marineoffizier im Admiralsrang und oft in Personalunion auch Marinekommandant. Durch das Ausscheiden Ungarns aus der Realunion mit Österreich per 31. Oktober 1918 entfiel die Basis für die gemeinsame Marine. Da infolge des Zerfalls Österreich-Ungarns weder Österreich noch Ungarn Anteil an der Adriaküste besaß, entschied Karl I./IV., die Flotte dem neuen südslawischen Staat übergeben zu lassen. Das k.u.k. Kriegsministerium wurde vom neuen Staat Deutschösterreich am 12. November 1918 für aufgelöst erklärt und mit seiner Marinesektion als Liquidierendes Kriegsministerium unter der Aufsicht des deutschösterreichischen Staatsamtes für das Heerwesen bis zum Ende der Liquidierungs- und Aufteilungsarbeiten weitergeführt.
| Name                               | Dienstgrad               | Beginn der Berufung | Ende der Berufung |
| ---------------------------------- | ------------------------ | ------------------- | ----------------- |
| Ludwig von Fautz                   | Vizeadmiral              | Juli 1865           | Feber 1868        |
| Wilhelm von Tegetthoff             | Vizeadmiral              | Februar 1868        | April 1871        |
| Friedrich von Pöck                 | Admiral                  | Oktober 1872        | November 1883     |
| Maximilian Daublebsky von Sterneck | Admiral                  | November 1883       | Dezember 1897     |
| Hermann von Spaun                  | Admiral                  | Dezember 1897       | November 1904     |
| Rudolf Graf Montecuccoli           | Admiral                  | November 1904       | Februar 1913      |
| Anton Haus                         | Admiral/Großadmiral      | Februar 1913        | Februar 1917      |
| Karl Kailer von Kaltenfels         | Vizeadmiral              | Februar 1917        | April 1917        |
| Maximilian Njegovan                | Admiral                  | April 1917          | Februar 1918      |
| Franz von Holub                    | Vizeadmiral (*)          | März 1918           | Jänner 1919       |
| Wilhelm Buchmayer                  | Linienschiffskapitän (*) | Jänner 1919         | Februar 1920      |
| Alfred Suchomel                    | Fregattenkapitän (*)     | Februar 1920        | Mai 1923          |

(*) seit 1. November 1918 nicht mehr k.u.k. und ohne Flotte, seit 12. November 1918 liquidierend

## Museale Rezeption

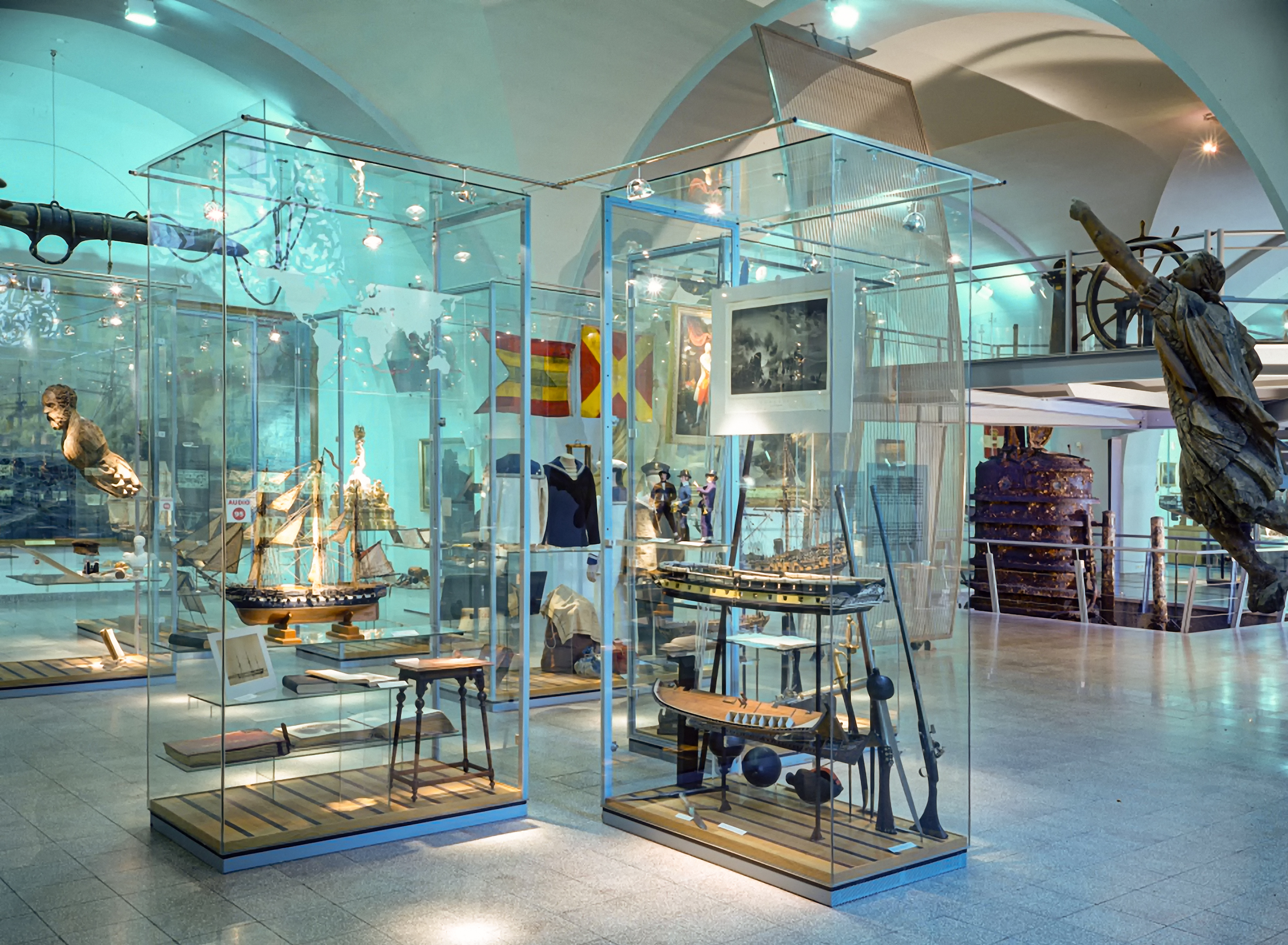
Einblick in den Marinesaal des Heeresgeschichtlichen Museums

Der Geschichte der österreichischen Marine ist im Wiener Heeresgeschichtlichen Museum ein eigener Saal gewidmet. Die Ausstellung deckt dabei die gesamte Chronologie von der Entstehung der Donauflottille bis zum Ende der k.u.k. Kriegsmarine ab. Besonders ragen die zahlreichen Schiffsmodelle heraus, wobei jenes der Viribus Unitis im Maßstab von 1:25 und einer Gesamtlänge von 6 Meter, welches von acht Facharbeitern der Werft Stabilimento Tecnico Triestino von 1913 bis 1917 gebaut wurde, besonders beeindruckt. Zahlreiche Ölgemälde, darunter auch welche mit monumentalen Ausmaßen, veranschaulichen zusätzlich die bewegte Geschichte der österreichischen Marine. Die Novara-Expedition (1857–1859), die Österreichisch-Ungarische Nordpolexpedition (1872–1874) und das Eingreifen beim Boxeraufstand in China 1900 nehmen ebenfalls breiten Raum in der Ausstellung des Marinesaals ein. Hier befindet sich auch das einzige noch erhaltene Fragment eines k.u.k. U-Bootes, nämlich der Turm von U 20, welches 1918 versenkt und 1962 geborgen wurde.
Auch in Museen in den ehemaligen Küstengebieten Österreich-Ungarns, wie z. B. in Novigrad in Istrien, wird der k.u.k Marine gedacht. 2023 übersiedelte das Museum Gallerion von Novigrad nach Pula, wo es in neuen Räumlichkeiten in der früheren Festung Verudella, in der sich auch das Aquarium Pula befindet, neu aufgestellt wurde.

## Erhaltene Schiffe

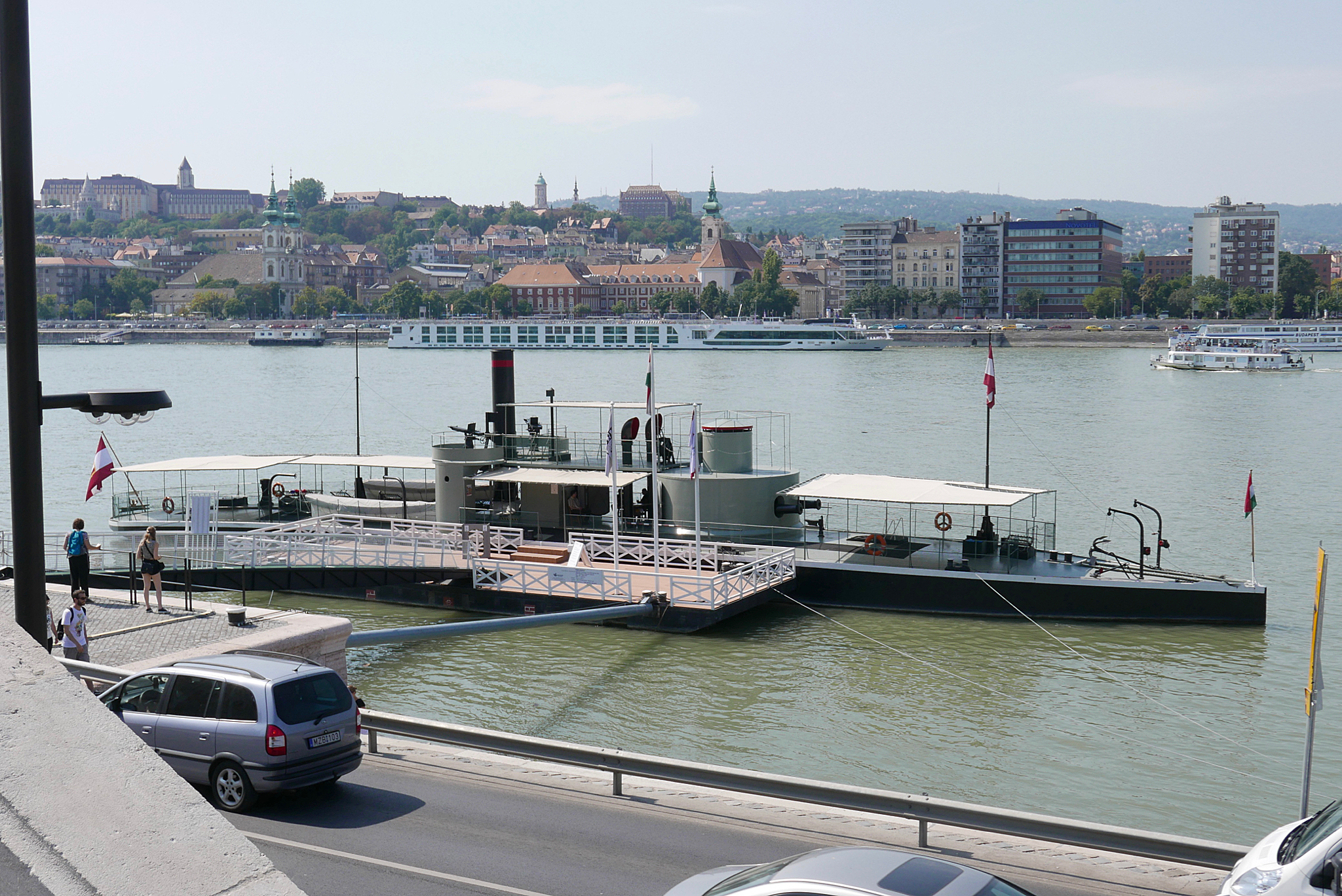
SMS Leitha in Budapest

Heute sind noch drei ehemalige Schiffe der k.u.k Marine erhalten geblieben. Es sind dies die Monitore SMS Leitha in Ungarn, SMS Bodrog in Belgrad und die ehemalige Staatsyacht Ossero bzw. SMS Dalmat in Kroatien. Diese befindet sich jedoch in einem sehr schlechten Zustand.